# 大西沙織
大西 沙織（おおにし さおり、1992年8月6日- ）は、日本の女性声優。千葉県出身。アイムエンタープライズ所属。

## 略歴
小学校、中学校では吹奏楽部に所属し、サックスを吹いていた。高校時代は理系クラスで部活に入らず、日本ナレーション演技研究所に通っていた。
声優を目指したきっかけは、小学4年生の頃テレビを観ていてアニメがおもしろいと思い、そのうち自然と「私は声優になるんだ」と考えるようになった。憧れの声優は坂本真綾と小林沙苗。
事務所入所後の初仕事は2012年発売のドラマCD『ペンギンゑにし 第二譚 少女神隠し』。初めてオーディションで獲得した役は『ストライク・ザ・ブラッド』のラ・フォリア・リハヴァイン。
『ラジオどっとあい』第60代目パーソナリティを2014年10月から同年12月まで務めた。
2018年3月3日、第12回声優アワード助演女優賞・パーソナリティ賞受賞。
2023年5月29日、体調不良を理由に活動を一部制限することがアイムエンタープライズより発表された。それに伴い自身のラジオ番組『たかみなと大西のたかにしや』、『加隈亜衣・大西沙織のキャン丁目キャン番地』の番組終了と、8月13日に予定されていた『佐倉としたい大西』のファイナルイベントの中止も発表された。

## 人物
特技はイラストを描くこと。
趣味はアニメ・ドラマのサントラ鑑賞。

## 出演
太字はメインキャラクター。

### テレビアニメ
2012年
- AKB0048（2012年 - 2013年、友歌の妹、女B） - 2シリーズ
- 恋と選挙とチョコレート（女子生徒C）
- TARI TARI（大谷政美、ガンバピンク）
- 好きっていいなよ。（朱音、女友達、女性、女子生徒）
- さくら荘のペットな彼女（2012年 - 2013年、深谷志穂、女学生）

2013年
- 琴浦さん（委員長、かおる、携帯の声、女子高生、男子B）
- リトルバスターズ!（山崎、子供C） - 2シリーズ
- やはり俺の青春ラブコメはまちがっている。（女子生徒、有志統制）
- 俺の妹がこんなに可愛いわけがない。（女子）
- ゆゆ式（女子生徒2、女子生徒1）
- とある科学の超電磁砲S（女子生徒）
- はたらく魔王さま！（女性）
- 戦姫絶唱シンフォギアG（高橋歩）
- 私がモテないのはどう考えてもお前らが悪い!（薙刀少女）
- ゴールデンタイム（2013年 - 2014年、女子学生B、女性信者2、先輩女子、女性客2）
- 機巧少女は傷つかない（姉）
- ミス・モノクローム -The Animation-（アイドル、アイドルA）
- ストライク・ザ・ブラッド（2013年 - 2014年、ラ・フォリア・リハヴァイン、オシアナスガールズ）

2014年
- 最近、妹のようすがちょっとおかしいんだが。（級友、テニス部員B、女B、客B）
- ウィッチクラフトワークス（キング）
- 彼女がフラグをおられたら（ツンデレ子）
- selector infected WIXOSS（ピルルク）
- 龍ヶ嬢七々々の埋蔵金（アナウンサー）
- マンガ家さんとアシスタントさんと（女友達、同級生）
- 魔法科高校の劣等生（2014年 - 2024年、千代田花音） - 3シリーズ
- ブレイドアンドソウル（ミハル）
- 白銀の意思 アルジェヴォルン（ジェイミー・ハザフォード）
- 人生相談テレビアニメーション「人生」（村上絵美）
- まじもじるるも（女子生徒、ユキちゃん、ネコネコシスターズ、魔女、軽音女子）
- 精霊使いの剣舞（フィアナ・レイ・オルデシア、生徒）
- Persona4 the Golden ANIMATION（母）
- クレヨンしんちゃん（2014年 - 2019年、園児B、ルリ子）

2015年
- 探偵歌劇 ミルキィホームズ TD（下条マリ、クレッシェンド、小学生A）
- 冴えない彼女の育てかた（2015年 - 2017年、澤村・スペンサー・英梨々） - 2シリーズ
- ジョジョの奇妙な冒険 スターダストクルセイダース エジプト編（カップル女）
- ダンジョンに出会いを求めるのは間違っているだろうか（2015年 - 2024年、アイズ・ヴァレンシュタイン） - 5シリーズ
- 電波教師（桃園マキナ、女子生徒B）
- ハロー!!きんいろモザイク（久世橋朱里（久世橋先生））
- ミカグラ学園組曲（御神楽星鎖）
- 食戟のソーマ（2015年 - 2020年、新戸緋沙子、榎本円） - 6シリーズ
- ジュエルペット マジカルチェンジ（さなぎ、蝶）
- GATE 自衛隊 彼の地にて、斯く戦えり（マミーナ）
- モンスター娘のいる日常（ドッペル）
- 俺がお嬢様学校に「庶民サンプル」としてゲッツされた件（九条みゆき）
- VALKYRIE DRIVE -MERMAID-（蓮実レイン）
- ご注文はうさぎですか? シリーズ（2015年 - 2020年、狩手結良〈吹き矢部長〉） - 2シリーズ
- 学戦都市アスタリスク（レティシア・ブランシャール）

2016年
- アクティヴレイド -機動強襲室第八係-（天野円） - 2シリーズ
- ヘヴィーオブジェクト（シャルロット＝ズーム）
- 最弱無敗の神装機竜（アルテリーゼ・メイクレア）
- おしえて! ギャル子ちゃん（キバ美、店員）
- ハルチカ〜ハルタとチカは青春する〜（クラス委員長）
- ハンドレッド（ネサット）
- あまんちゅ!（2016年 - 2018年、二宮愛） - 2シリーズ
- タブー・タトゥー（マニーシャ）
- 不機嫌なモノノケ庵（2016年 - 2019年、アンモ姫、安倍晴齋〈子供〉） - 2シリーズ
- 斉木楠雄のΨ難（飼い主）
- WWW.WORKING!!（女性②）
- 競女!!!!!!!!（豊口のん）
- ガーリッシュナンバー（柴崎万葉）
- Lostorage incited WIXOSS（2016年 - 2018年、水嶋清衣） - 2シリーズ
- フリップフラッパーズ（イロドリ先輩）

2017年
- 風夏（榛名響）
- ガヴリールドロップアウト（ヴィーネ / 月乃瀬＝ヴィネット＝エイプリル）
- クロックワーク・プラネット（マリー・ベル・ブレゲ）
- エロマンガ先生（千寿ムラマサ）
- ソード・オラトリア ダンジョンに出会いを求めるのは間違っているだろうか外伝（アイズ・ヴァレンシュタイン）
- ロクでなし魔術講師と禁忌教典（アリシア7世）
- 喧嘩番長 乙女 -Girl Beats Boys-（吉良〈少年時代〉）
- 魔法陣グルグル（ルンルン・フェルメール）
- 異世界食堂（2017年 - 2021年、クロ） - 2シリーズ

2018年
- 刀使ノ巫女（十条姫和）
- ウマ娘 プリティーダービー（2018年 - 2023年、メジロマックイーン） - 3シリーズ
- こみっくがーるず（色川琉姫）
- ありすorありす（るは）
- オーバーロード シリーズ（2018年 - 2022年、リュミエール） - 2シリーズ
- ユリシーズ ジャンヌ・ダルクと錬金の騎士（シャルロット）
- ベルゼブブ嬢のお気に召すまま。（ベルゼブブ）
- DOUBLE DECKER! ダグ&キリル（エル）

2019年
- ブギーポップは笑わない（霧間凪）
- みにとじ（十条姫和）
- この世の果てで恋を唄う少女YU-NO（一条美月）
- アイカツフレンズ!〜かがやきのジュエル〜（アリシア シャーロット）
- ぼくたちは勉強ができない（関城紗和子） - 2シリーズ
- ポチっと発明 ピカちんキット（飛鷹ナミナ）
- ありふれた職業で世界最強（2019年 - 2025年、白崎香織） - 3シリーズ
- 異世界チート魔術師（アルセナ）
- Z/X Code reunion（ヴェスパローゼ）
- ソードアート・オンライン アリシゼーション War of Underworld（レンジュ）
- アイカツオンパレード!（2019年 - 2020年、アリシア シャーロット）

2020年
- どるふろ -狂乱篇-（M14）
- ハイキュー!! TO THE TOP（天内叶歌）
- 球詠（吉川和美）
- モンスター娘のお医者さん（サーフェンティット・ネイクス）
- うまよん（メジロマックイーン）
- ぐらぶるっ!（ミラオル）

2021年
- 装甲娘戦機（キョウカ）
- 幼なじみが絶対に負けないラブコメ（桃坂真理愛、雛姫）
- シャドーハウス（2021年 - 2022年、サラ / ミア） - 2シリーズ
- MARS RED（苑）
- 聖女の魔力は万能です（薬師様）
- Sonny Boy（希）
- チート薬師のスローライフ〜異世界に作ろうドラッグストア〜（ビビ）
- SELECTION PROJECT（来栖セイラ）
- ブルーピリオド（桜庭華子）
- 境界戦機（2021年 - 2022年、ソフィア・ルイス） - 2シリーズ

2022年
- CUE!（小森千恵子）
- 殺し愛（シャトー・ダンクワース）
- オリエント（山本春雷） - 2シリーズ
- プラチナエンド（手毬由理）
- デリシャスパーティ♡プリキュア（2022年 - 2023年、品田あん）
- ドールズフロントライン（M14、Micro Uzi）
- 可愛いだけじゃない式守さん（式守さん）
- 骸骨騎士様、只今異世界へお出掛け中（ユリアーナ）
- 魔法使い黎明期（ハルスフル）
- デート・ア・ライブIV（山打紗和）
- このヒーラー、めんどくさい（鬼女）
- Engage Kiss（蜂須賀凛花）
- Extreme Hearts（御社智）
- よふかしのうた（アリサ）
- 宇崎ちゃんは遊びたい!ω（イトーちゃん）
- 夫婦以上、恋人未満。（渡辺星）
- ある朝ダミーヘッドマイクになっていた俺クンの人生（浅草ゆり）
- 新米錬金術師の店舗経営（アイリス・ロッツェ）

2023年
- もののがたり（門守椿） - 2シリーズ
- もういっぽん!（小田桐華）
- 山田くんとLv999の恋をする（前田桃子）
- 転生貴族の異世界冒険録〜自重を知らない神々の使徒〜（ミリィ）
- 異世界召喚は二度目です（デザストル・セレーノ）
- 【推しの子】（2023年 - 2024年、鷲見ゆき） - 2シリーズ
- Dr.STONE NEW WORLD（アマリリス） - 2シリーズ
- デッドマウント・デスプレイ（カルラ・ウォン） - 2シリーズ
- レベル1だけどユニークスキルで最強です（セレスト）
- ライアー・ライアー（浅宮七瀬）
- るろうに剣心 -明治剣客浪漫譚- (2023)（2023年 - 2025年、高荷恵） - 2シリーズ
- 経験済みなキミと、経験ゼロなオレが、お付き合いする話。（白河月愛）

2024年
- 休日のわるものさん（ひろきくん）
- ワンルーム、日当たり普通、天使つき。（和泉のえる）
- Unnamed Memory（2024年 - 2025年、パミラ） - 2シリーズ
- 夜桜さんちの大作戦（めーちゃん）
- 新米オッサン冒険者、最強パーティに死ぬほど鍛えられて無敵になる。（リーネット・エルフェルト）
- 忘却バッテリー（女子高生）
- 魔導具師ダリヤはうつむかない（ダリヤ・ロセッティ）
- 神之塔 -Tower of God- 王子の帰還（クン・マスチェニー・ザハード）
- ダンジョンの中のひと（ミリエレント）
- ふしぎ駄菓子屋 銭天堂（池峰小夜子）
- 科学×冒険サバイバル!（2024年 - 2025年、ミキ）

2025年
- 小市民シリーズ（黄葉高校生徒）
- 中禅寺先生物怪講義録 先生が謎を解いてしまうから。（霧子）
- 9-nine- Ruler’s Crown（イーリス〈メビウスリング〉）
- わたしが恋人になれるわけないじゃん、ムリムリ!（※ムリじゃなかった!?）（王塚真唯）
- 気絶勇者と暗殺姫（ハピ）

時期未定
- 勇者パーティを追い出された器用貧乏（セルマ・クローデル）

### 劇場アニメ
2013年
- 劇場版 とある魔術の禁書目録 -エンデュミオンの奇蹟-（アナウンス）
- AURA 〜魔竜院光牙最後の闘い〜（佐原）
- 劇場版 あの日見た花の名前を僕達はまだ知らない。（少年C）
- 劇場版 空の境界 未来福音（ナオミ）

2014年
- モーレツ宇宙海賊 ABYSS OF HYPERSPACE -亜空の深淵-

2016年
- 劇場版selector destructed WIXOSS（ピルルク / 水嶋清衣）

2018年
- TIME DRIVER 僕らが描いた未来（スフィア）

2019年
- 劇場版 ダンジョンに出会いを求めるのは間違っているだろうか -オリオンの矢-（アイズ・ヴァレンシュタイン）
- 冴えない彼女の育てかた Fine（澤村・スペンサー・英梨々）

2020年
- 思い、思われ、ふり、ふられ（マコト）

2021年
- Tokyo 7th シスターズ -僕らは青空になる-（アレサンドラ・スース）
- ARIA The CREPUSCOLO（ゴンドラ女性客）
- 劇場版 きんいろモザイク Thank You!!（久世橋朱里）

2024年
- デッドデッドデーモンズデデデデデストラクション（須丸光） - 前後章

### OVA
2012年
- To LOVEる -とらぶる- ダークネス（アナウンサー）
- 堀さんと宮村くん（2012年 - 2014年、ハリケーンスター、女子A）

2014年
- 最近、妹のようすがちょっとおかしいんだが。（モブ女） - コミックス第7巻BD付き特装版
- リトルバスターズ! EX（料理研生徒）

2015年
- ストライク・ザ・ブラッド（2015年 - 2022年、ラ・フォリア・リハヴァイン、ラナ・ジョーヌ） - 5シリーズ + スペシャルOVA

2016年
- きんいろモザイク Pretty Days（久世橋朱里）
- クイーンズブレイド グリムワール（アリシア）
- 食戟のソーマ（2016年 - 2018年、新戸緋沙子） - コミックス第18・19・24・25・29巻アニメDVD同梱版
- ダンジョンに出会いを求めるのは間違っているだろうか（2016年 - 2021年、アイズ・ヴァレンシュタイン） - 3シリーズ
- モンスター娘のいる日常（2016年 - 2017年、ドッペル） - コミックス第11・12巻OAD付き特装版

2017年
- おしえて! ギャル子ちゃん（キバ美） - コミックス第4巻OAD付き特装版
- 機動戦士ガンダム サンダーボルト（ソニア）
- Lostorage conflated WIXOSS -missing link-（水嶋清衣）

2018年
- ウマ娘 プリティーダービー BNWの誓い（メジロマックイーン）

2019年
- エロマンガ先生（千寿ムラマサ）
- ぼくたちは勉強ができない（2019年 - 2020年、関城紗和子） - コミックス第14・16巻アニメBD同梱版
- ありふれた職業で世界最強（2019年 - 2022年、白崎香織） - 2シリーズ

2020年
- デート・ア・バレット デッド・オア・バレット（白の女王） - 前後編
- 刀使ノ巫女 刻みし一閃の燈火（十条姫和） - 前後編

2021年
- うまよん（メジロマックイーン） - Blu-ray BOX新作ショートアニメ
- ガールズ&パンツァー 最終章（ジェーン）

2022年
- ありふれた職業で世界最強 幻の冒険と奇跡の邂逅（白崎香織） - 小説第13巻特装版

### Webアニメ
2010年代
- モンスター娘のいる日常（2015年、ドッペル）
- ようこそ実力至上主義の教室へ（2015年、堀北鈴音）
- モンスターストライク（2016年、一ノ瀬志乃）
- ソウルワーカー（2016年、クロエ）
- 荒野のコトブキ飛行隊外伝 大空のハルカゼ飛行隊（2019年 - 2020年、リガル）

2020年代
- テイルズ オブ ルミナリア The Fateful Crossroad（2022年、アレクサンドラ・フォン・ゾンネ）
- ゲーム『ウマ娘 プリティーダービー』1st Anniversary Special Animation（2022年、メジロマックイーン）
- 風都探偵（2022年、小泉みどり）
- 新米錬金術師の店舗経営 ミニアニメ（2022年、アイリス・ロッツェ、空想のお友達）
- うまゆる（2022年、メジロマックイーン）
- 崩壊:スターレイル ショートアニメ（2025年、ルアン・メェイ）

### ゲーム
2012年
- Glass Heart Princess（美羽）

2013年
- Glass Heart Princess:PLATINUM（美羽）
- ティアーズ・トゥ・ティアラII 覇王の末裔

2014年
- 幻獣姫（プロメテウス）
- 白猫プロジェクト（メイリン・フォンラン）
- 精霊使いの剣舞〜DayDreamDuel〜（フィアナ・レイ・オルデシア）
- 超女神信仰 ノワール 激神ブラックハート（アイン・アル）
- Tokyo 7th シスターズ（アレサンドラ・スース）
- V.D.-Vanishment Day-（大井こころ）
- 魔法科高校の劣等生 Out of Order（千代田花音）
- ようこそ!ファミーユへ（霧生蓮）

2015年
- アルフヘイムの魔物使い（アトラナート、ナーザ）
- アンジュ・ヴィエルジュ 〜第2風紀委員 ガールズバトル〜（アルスメル、コードΩ72 レイン）
- UNDER NIGHT IN-BIRTH Exe:Late[st]（フォノン）
- ウチの姫さまがいちばんカワイイ（2015年 - 2017年、アイズ・ヴァレンシュタイン、メリサ、千寿ムラマサ）
- 乖離性ミリオンアーサー（2015年 - 2019年、アイズ・ヴァレンシュタイン、アテオス、運命の姉妹）
- 家電少女（しずる、フーコ、かえで、ひな、アゲハ）
- ぎゃる☆がん だぶるぴーす（宍戸甘子）
- クイズRPG 魔法使いと黒猫のウィズ（サーシャ・スターライト）
- グランブルーファンタジー（2015年 - 2024年、ミラオル、メジロマックイーン）
- けものフレンズ（セイリュウ、ダーウィンフィンチ、タテゴトアザラシ、チルー、ホッキョクキツネ、ヤタガラス、ユキヒョウ）
- 冴えない彼女の育てかた -blessing flowers-（澤村・スペンサー・英梨々）
- 食戟のソーマ 友情と絆の一皿（新戸緋沙子）
- ダンジョンに出会いを求めるのは間違っているだろうか -クロス・イストリア-（アイズ・ヴァレンシュタイン）
- Diss World（アナスイ、ソフィア、ベリアル）
- 刻のイシュタリア（アルダレル、クローセル、タローマティ）
- トワイライトロア（血族）（アニータ、冷砂）
- 白衣性愛情依存症
- バトルガール ハイスクール（雨谷エリカ / エヴィーナ）
- 魔壊神トリリオン（マモン）
- ミリオンアーサー エクスタシス（ノイエ）
- モンスターハンターオンライン（女ハンター、王立学士）
- 妖怪百姫たん!（烏天狗、ぬらりひょん、渡辺綱）
- よるのないくに（初代聖女 / ルードゲート）
- ロイヤルフラッシュヒーローズ（ケイラ・ビゴレット、リディア・ミラー）
- LORD of VERMILION Re:3 （2015年 - 2016年、卑弥呼、ピルルク）
- LORD of VERMILION ARENA（アイズ・ヴァレンシュタイン）

2016年
- アカシックリコード（クロックワーククロックウォーク、ホワイトラビット卿、ルーシー・ルクシアーナ）
- イースVIII -Lacrimosa of DANA-（ダーナ＝イクルシア）
- イノセントベイン
- VALKYRIE ANATOMIA -THE ORIGIN-（2016年 - 2018年、カチナ、アイズ・ヴァレンシュタイン）
- ヴァンパイア†ブラッド 月戯（ルナ）（チェリー・ルカリア）
- エンドライド-X fragments-（ジャスミン）
- 学戦都市アスタリスクフェスタ 煌めきのステラ（レティシア・ブランシャール）
- ガンダムブレイカー3（ミソラ）
- 激突!ブレイク学園（寿むつき）
- 消滅都市2（ローズバンク）
- 食戟のソーマ 最饗のレシピ おかわり!!（新戸緋沙子）
- 城姫クエスト（津和野城、浜松城）
- 神撃のバハムート（2016年 - 2018年、ファイ、新戸緋沙子）
- 真・女神転生IV FINAL（謎の少女 / 東京の女神幼体）
- STARLY GIRLS -Episode Starsia-（フォーマルハウト、ベネトナシュ）
- SEVENTH DARK（トレーシア）
- 戦国アスカZERO（2016年 - 2019年、足利青岳尼、安国寺恵瓊、児雷也、仙石秀久、沢庵和尚、道摩法師、宝蔵院胤舜、山本勘助、源義仲、杲隣、証空、渡辺了、アイズ・ヴァレンシュタイン）
- SOUL GAUGE -紅き牙と蒼天の翼-（エージ）
- ソウルワーカー（クロエ）
- チェインクロニクル（2016年 - 2018年、アイズ・ヴァレンシュタイン、イフ）
- デモンゲイズ2（キグナス）
- ドラマチックRPG 神つり（ツクヨミ）
- ねぷねぷ☆コネクト カオスチャンプル（マモン）
- フィギュアヘッズ（モリィ）
- ブレイブソード×ブレイズソウル（2016年 - 2017年、魔砲姫君バベル＝ペルソナ、バベルの魔砲、リップバーンウィンクル）
- 編隊少女 -フォーメーションガールズ-（小早川かりん、JJ・スミス）
- 魔法図書館キュラレ（乙女の幽霊）
- Memory's Dogma CODE:01（折笠レイナ）
- モンスター娘のいる日常オンライン（ドッペル）
- ワールドクロスサーガ -時と少女と鏡の扉-（曹操、モリガン）

2017年
- オルタンシア・サーガ -蒼の騎士団-（アナベル、ゼナイド）
- 俺達の世界わ終っている。（結城七罪）
- 学園戦姫プラネットウォーズ（安心院ゆりか）
- グラフィティスマッシュ（2017年 - 2021年、リリン、アイズ・ヴァレンシュタイン、カフ）
- 黒騎士と白の魔王（2017年 - 2018年、アタランテ、アンドロメダ、ヘスティア、アイズ・ヴァレンシュタイン）
- この世の果てで恋を唄う少女YU-NO（一条美月）
- スクールガールゾンビハンター（久保田リサ）
- 空と大地のクロスノア（ヴィーネ / 月乃瀬＝ヴィネット＝エイプリル）
- ダンジョンに出会いを求めるのは間違っているだろうか〜メモリア・フレーゼ〜（2017年 - 2021年、アイズ・ヴァレンシュタイン、アリアドネ、ラ・フォリア・リハヴァイン）
- ドールズフロントライン（マイクロUZI、M14)
- ドラゴンジェネシス -聖戦の絆-（パイモン）
- ひめがみ絵巻（マリー・ベル・ブレゲ）
- ファイアーエムブレム ヒーローズ（2017年 - 2020年、ソフィーヤ、ラケシス）
- ブレイブリーアーカイブ ディーズレポート（サモン・グニール、パンリ・デュ・トレフル）
- ららマジ（綾瀬凜）
- レイヤードストーリーズゼロ（エイル、シグルーン、ホマレックス）
- 桃源乡（白夫人）

2018年
- 幻獣契約クリプトラクト（2018年 - 2019年、カナリア、イワナガヒメ、バレット）
- アリス・ギア・アイギス（2018年 - 2024年、バージニア・グリンベレー）
- ヴァンパイア†ブラッド（チェリー・ルカリア）
- アズールレーン（2018年 - 2023年、摩耶、たまき）
- BATTLE of BLADES（エニクマリア）
- ぎゃる☆がん2（宍戸甘子）
- 23/7 トゥエンティスリーセブン（ロビン・フッド）
- 刀使ノ巫女 刻みし一閃の燈火（十条姫和、アイズ・ヴァレンシュタイン）
- IS＜インフィニット・ストラトス＞アーキタイプ・ブレイカー（グリフィン・レッドラム）
- DEAD OR ALIVE Xtreme Venus Vacation（たまき）
- Ar:pieL（ハンナ・カルティア）
- 天空のクラフトフリート（フィアナ・レイ・オルデシア）
- きららファンタジア（色川琉姫、久世橋朱里）
- 三国BASSA!!（張角）
- テリアサーガ（アイズ・ヴァレンシュタイン）
- アンダーグラウンドシンフォニー（アリス、アリーチェ）
- アビス・ホライズン（ヴェスタル、ケーニヒスベルク、ソビエツキー・ソユーズ）
- 機動戦隊アイアンサーガ（久遠、シェロン）
- OVERHIT（2018年 - 2020年、リア、アイズ・ヴァレンシュタイン）
- 温泉むすめ ゆのはなこれくしょん（河口湖多佳美 ）
- 幻想大陸エレストリア（ダーナ＝イクルシア）
- アルテイルNEO（エノーラ）
- マップラス＋カノジョ（片岡栞）
- グリモア〜私立グリモワール魔法学園〜（千寿ムラマサ、アイズ・ヴァレンシュタイン）
- ブラウンダスト（エレニール）
- ドラガリアロスト（シェス）
- 姬魔恋战记（太史慈）

2019年
- LORD of VERMILION IV（卑弥呼）
- 荒野のコトブキ飛行隊 大空のテイクオフガールズ!（リガル）
- 47 HEROINES（玉藻小百合）
- JUDGEMENT 7 俺達の世界わ終っている。（結城七罪）
- オルタナティブガールズ2（アイズ・ヴァレンシュタイン）
- ヴァイタルギア（ムツキ）
- 天地の如く〜激乱の三国志〜（貂蝉）
- エンゲージプリンセス〜眠れる姫君と夢の魔法使い〜（ユディト）
- 神式一閃 カムライトライブ（ロコ）
- ラングリッサーI&II（リアナ、ラーナ）
- Ash Tale -風の大陸-（トレーシア、アイズ・ヴァレンシュタイン）
- 御城プロジェクト:RE（龍岡城、赤穂城）
- データカードダス アイカツフレンズ!〜かがやきのジュエル〜（アリシア シャーロット）
- 蒼藍の誓い ブルーオース（クイーン・エリザベス、ケーニヒスベルク）
- WACCA（エリザベス、アイズ・ヴァレンシュタイン）
- イースIX -Monstrum NOX-（カーラ）
- Shadowverse（2019年 - 2022年、トート、ニードルドラゴニュート、メジロマックイーン）
- Lost Archive -ロストアーカイブ-（豊穣のエルフ、シャーロット、凄腕のマークスマン ブレンダ）
- Z/X Code OverBoost（ヴェスパローゼ）
- 時の歌-終焉なきソナタ-（菱）
- アークオーダー（羲和、魍魎）
- アッシュアームズ -灰燼戦線-（ランカスターMK.I、IV号対空戦車ヴィルベルヴィント）
- 伝説対決 -Arena of Valor-（蓮）
- プリンセスコネクト！Re:Dive（2019年 - 2024年、ホマレ）
- ダンジョンに出会いを求めるのは間違っているだろうか インフィニト・コンバーテ（アイズ・ヴァレンシュタイン）
- AFTERLOST - 消滅都市（ローズバンク）

2020年
- 三国烈覇（アイズ・ヴァレンシュタイン）
- データカードダス アイカツオンパレード!（アリシア シャーロット）
- UNDER NIGHT IN-BIRTH Exe:Late[cl-r]（フォノン）
- ファントム オブ キル（アイズ・ヴァレンシュタイン）
- DEAD OR ALIVE 6（たまき）
- 社長、バトルの時間です!（イズモ・バッレーナ）
- 魂器学院（萱、麟）
- スターオーシャン:アナムネシス（ジャンヌ・マースウェスト）
- エグゾスヒーローズ（2020年 - 2021年、レラ、アイズ・ヴァレンシュタイン）
- De:Lithe〜忘却の真王と盟約の天使〜（アイズ・ヴァレンシュタイン）
- ロストディケイド（美味しいお肉）
- ポコロンダンジョンズ（アイズ・ヴァレンシュタイン）
- レッド:プライドオブエデン（オリヴィア、チェルシー）
- 東方キャノンボール（永江衣玖）
- ＃コンパス 戦闘摂理解析システム（アイズ・ヴァレンシュタイン）
- 三国志大戦（大喬）
- クラッシュフィーバー（アイズ・ヴァレンシュタイン）
- メガミヒストリア（イザベラ、白雪姫）
- 共闘ことばRPG コトダマン（アイズ・ヴァレンシュタイン）
- 戦国RENKA ズーム!（2020年 - 2021年、児雷也、源義仲、足利青岳尼）
- グリムエコーズ（美女ラ・ベル）
- 约战:精灵再临（白之女王、艾丝·华伦斯坦）
- ファイナルギア -重装戦姫-（グレイヴ）
- OCTOPATH TRAVELER 大陸の覇者（アラウネ、アズライト、フィオル）
- RANBU 三国志乱舞（関羽）
- グリザイア クロノスリベリオン（2020年 - 2023年、アール） - 2作品

2021年
- 逆転オセロニア（メイ）
- テイルズ オブ ザ レイズ（アイズ・ヴァレンシュタイン）
- アイ・アム・マジカミ（アイズ・ヴァレンシュタイン）
- ウマ娘 プリティーダービー（2021年 - 2024年、メジロマックイーン）
- 戦姫コマンドー（鏡一花、島津彩）
- デュエル・マスターズ プレイス（2021年 - 2023年、ピルルク、ウェディング）
- 結城友奈は勇者である 花結いのきらめき（十条姫和）
- この素晴らしい世界に祝福を!ファンタスティックデイズ（アイズ・ヴァレンシュタイン、シェリー）
- ファンタジア・リビルド（澤村・スペンサー・英梨々）
- ブラック・サージナイト（ミッドウェイ）
- 機動戦士ガンダム 戦場の絆II （女性アバター1〈正統派少女〉）
- 誰ガ為のアルケミスト（アイズ・ヴァレンシュタイン）
- とある魔術の禁書目録 幻想収束（アイズ・ヴァレンシュタイン）
- 白夜極光（ジュヌヴィエーヴ）
- METALLIC CHILD（アイスラ）
- Gate of Nightmares（ルミナ）
- テイルズ オブ ルミナリア（アレクサンドラ・フォン・ゾンネ）
- ドラゴンクエストX オンライン（リナーシェ、青い人魂）
- けものフレンズ3（セイリュウ）
- 救世少女メシアガール（クロ）
- アーテリーギア-機動戦姫-（ニナ、ビクトリア）
- COUNTER: SIDE（マエカワ・ナツミ）
- アナザーエデン 時空を超える猫（紫装の槍使い）

2022年
- ブルーアーカイブ -Blue Archive-（2022年 - 2025年、氷室セナ）
- シノビマスター 閃乱カグラ NEW LINK（たまき）
- ヴェルヴェット・コード（瑞鶴、比叡）
- ユグドラ・レゾナンス（ユナ）
- ミトラスフィア（新人メイド、戦闘員）
- BLACK STELLA Iи:FernØ（神蔵そよぎ）
- エターナルツリー（シャーロット、満月）
- ウィクロスマルチバース（コード・ピルルク）
- ヴァルキリーコネクト（アイズ・ヴァレンシュタイン）
- WAR OF THE VISIONS ファイナルファンタジー ブレイブエクスヴィアス 幻影戦争（ユーアル）
- CARAVAN STORIES（アイズ・ヴァレンシュタイン）
- 蒼き雷霆 ガンヴォルト 鎖環（システィナ）
- 天獄ストラグル -strayside-（お七）
- 放置少女〜百花繚乱の萌姫たち〜（ニミュエ）
- アリス・ギア・アイギスCS 〜コンチェルト オブ シミュラトリックス〜（バージニア・グリンベレー）
- うたわれるもの ロストフラグ（ツクヨミ）
- ガーディアンテイルズ（スミレ）
- エタクロニクル（ブラッツ、ホーリーシルバー）
- ポケモンマスターズEX（サヨコ〈オカルトマニア〉）
- ユアマジェスティ（クララ・ケリー）
- チュウニズム（エルルーン）
- シン・クロニクル（サーヴィカ）
- エレメンタルストーリー（アイズ・ヴァレンシュタイン）
- 雀魂（四宮冬実）
- 機動戦士ガンダム 鉄血のオルフェンズG（パルスタイ・コーサ）

2023年
- 麻雀一番街（AU. RO. RA）
- Grim Guardians: Demon Purge（宍戸甘子）
- 無期迷途（コフィン）
- Dislyte〜神世代ネオンシティ〜（ジャン・マン）
- ポーカーチェイス（テキサスちゃん）
- 超探偵事件簿 レインコード（フブキ クロックフォード）
- ダンジョンに出会いを求めるのは間違っているだろうか バトル・クロニクル（アイズ・ヴァレンシュタイン）
- リアセカイ（女性主人公）
- 東方幻想エクリプス（魂魄妖夢）
- グランブルーファンタジー ヴァーサス -ライジング-（メジロマックイーン）
- 崩壊:スターレイル（ルアン・メェイ）
- エーテルゲイザー（ヘイムダル）

2024年
- 護縁（アユラ）
- ウマ娘 プリティーダービー 熱血ハチャメチャ大感謝祭!（メジロマックイーン）
- レゾナンス:無限号列車（フォン・リナ）

2025年
- ダンジョンに出会いを求めるのは間違っているだろうか 水と光のフルランド（アイズ・ヴァレンシュタイン）

時期未定
- 星之彼端（岚岚、丹桐）

### ドラマCD
- ペンギンゑにし 第二譚 少女神隠し（2012年）
- 精霊使いの剣舞シリーズ（2014年 - 2018年、フィアナ・レイ・オルデシア）
  - 精霊使いの剣舞 祝祭のエレメンタリア「エスト、がんばる」[405]
  - 精霊使いの剣舞 〜エレメンタル・ドリーマー〜[406]
- 冴えない彼女の育てかた キャラクターイメージソング 澤村・スペンサー・英梨々 / 霞ヶ丘詩羽 / 加藤恵（2014年、澤村・スペンサー・英梨々）
- 食戟のソーマ「遠月学園的日常とそれぞれの事情」（2015年、新戸緋沙子） - コミックス第11巻ドラマCD同梱版
- ミカグラ学園組曲 入学案内CD（2015年、御神楽星鎖[407]） - AnimeJapan2015限定配布
- ダンジョンに出会いを求めるのは間違っているだろうかシリーズ（2015年 - 2018年、アイズ・ヴァレンシュタイン）
  - ダンジョンに出会いを求めるのは間違っているだろうか エピソードゼロ「チュートリアル」[408] - 小説第7巻ドラマCD付限定特装版
  - ダンジョンに出会いを求めるのは間違っているだろうか「ドリームパーティー」[409] - 小説第11巻ドラマCD付限定特装版
  - ダンジョンに出会いを求めるのは間違っているだろうか「ダンジョンにRPGを求めるのは間違っているだろうか！」 - 小説第13巻ドラマCD付限定特装版
  - ダンジョンに出会いを求めるのは間違っているだろうか外伝 ソード・オラトリア エピソードゼロ「遠征前夜」[410] - 小説第8巻ドラマCD付限定特装版
  - ダンジョンに出会いを求めるのは間違っているだろうか外伝 ソード・オラトリア「ファミリア・レクリエーション」[411] - 小説第10巻ドラマCD付限定特装版
- VALKYRIE DRIVE-MERMAID- 応募者全員サービスオリジナルドラマCD（2016年、蓮実レイン[412]）
- アクティヴレイド -機動強襲室第八係- File 12.5 瀬名颯一郎の憂鬱 番外編（2016年、天野円）
- ありすorありす〜シスコン兄さんと双子の妹〜（2016年、るは[413]） - コミックス第2巻ドラマCD付き特装版
- あまんちゅ!シリーズ（2016年 - 2018年、二宮愛）
  - あまんちゅ! ドラマCD 第1、2巻[414][415]
  - あまんちゅ!「素敵と不思議が出会ったコト前編」[416] - コミックス第10巻ドラマCD付き特装版
  - あまんちゅ!「素敵と不思議が出会ったコト後編」[416] - コミックス第11巻ドラマCD付き特装版
  - あまんちゅ!「七色の紫陽花と満開の桜」[417] - コミックス第12巻ドラマCD付き特装版
  - あまんちゅ!「明けない夜に潜むもの」[417] - コミックス第13巻ドラマCD付き特装版
- ウマ娘 プリティーダービー STARTING GATE 05 「Special Today! -R5-」（2017年、メジロマックイーン）
- 編隊少女 -フォーメーションガールズ-「温泉の卓球娘！<JJ．スミス×ジャネット>」（2017年、JJ・スミス[418]）
- マップラス+カノジョ「この足でずっとどこまでだって歩いていける」（2017年、片岡栞[419]）
- 俺達の世界わ終っている。 World End Heaven「娘達の熱唱は始っている。」（2017年、結城七罪[420]） - オンライン限定盤特典
- ありふれた職業で世界最強シリーズ（2018年 - 2019年、白崎香織）
  - ありふれた職業で世界最強「心の闇を垣間見た！」[421] - 小説第8巻ドラマCD付き特装版
  - ありふれた職業で世界最強「DHS―だいたいハジメのせい―」[422] - 小説第10巻ドラマCD付き特装版
- Tokyo 7th シスターズ MELODY IN THE POCKET「SU♡SUTA、きゅうとなライバル」（2018年、アレサンドラ・スース）
- Z/X -Zillions of enemy X- NF DramaCD ⑭「ナイショの・きぃワード」（2018年、ヴェスパローゼ[423]）
- 大国チートなら異世界征服も楽勝ですよ?「グロリア帝国戦勝記念特別ラジオ」（2018年、ベアトリーチェ[424]）
- 刀使ノ巫女「名残花蝶」（2019年、十条姫和[425]）
- 真の仲間じゃないと勇者のパーティーを追い出されたので、辺境でスローライフすることにしました「辺境でスローライフをしていたら、騎士を辞めた昔の部下と再会しました」（2019年、クリス[426]） - 小説第5巻ドラマCD付き特装版
- アイカツフレンズ!「湯けむり！温泉旅行の巻」（2019年、アリシア シャーロット）
- プリンセスコネクト！Re:Dive PRICONNE CHARACTER SONG 14（2020年、ホマレ）
- 恋わずらいのエリー ドラマCD ＃妄想ツイートは恋のはじまり（2020年、三崎紗羅[427]）
- 幼なじみが絶対に負けないラブコメ（2021年、桃坂真理愛[428]） - 小説第6巻コミックス第2巻ドラマCD付き特装版
- 殺し愛（2022年、シャトー・ダンクワース） - Blu-ray/DVD各巻特典
- ブルーアーカイブ ドラマCD「舞台袖のかくしごと 〜キヴォトス晄輪大祭〜」（2022年、氷室セナ）

### ラジオドラマ
※はWebラジオ番組。
- UR 賃貸住宅 presents YOUR SMILE TOWN（2015年、本宮カナ[429]）
- ウマ娘 プリティーダービー アニメサイドストーリー 第6R「これからも」（2018年※、メジロマックイーン）
- 白間美瑠のサクラバシ919「ユアマジェスティ ボイスドラマ」（2022年、クララ・ケリー、ラジオ大阪）

### オーディオドラマ
- 日本国憲法♥（2015年、ヒロイン[430]）
- ボイスドラマ メイズ・コード 〜銃劇少女とエルドラの真実〜（2018年、駒西エリ[431]）
- キリングバイツ けもみみJK耳かきリフレ・タッグマッチ（2018年、黒居佑[432]） - コミックス第10巻購入特典
- 大国チートなら異世界征服も楽勝ですよ? グロリア帝国戦勝記念特別ラジオ（2018年、ベアトリーチェ[433]）
- ありふれた職業で世界最強 ボイスドラマ（2019年 - 2025年、白崎香織） - 3シリーズ[一覧 31]
- ふたりべや（2019年 - 2020年、日向ナツキ、かすみ母[434][435]） - コミックス第7・8巻限定版特典
- ボイスドラマ ぼくたちは勉強ができない「機械仕掛けの親指姫編」（2021年、関城紗和子） - コミックス第20巻音声ドラマ&ミニ画集付き同梱版
- ボイスドラマ 恋に無駄口（2021年、叶依麻[436]） - 『花とゆめ』2021年8号&コミックス第4巻購入者特典
- 魔法世界の受付嬢になりたいです（2022年、ベンジャミン[437]） - コミックス第5巻購入特典
- Extreme Hearts S×S×S（2022年、御社智）
- ASMR『新・ねこぐらし。〜サイベリアン猫娘 編〜』（2022年、サイベリアン猫[438]）
- 99回断罪されたループ令嬢ですが今世は「超絶愛されモード」ですって!?〜真の力に目覚めて始まる100回目の人生〜 挿しボイスコード（2022年、デボネア・ルア・ライトミスト[439]） - 小説第1巻紙書籍初回特典

- 新米錬金術師の店舗経営 ASMRボイスドラマ（2023年、アイリス・ロッツェ）

### オーディオブック
- 『ひげを剃る。そして女子高生を拾う。』オーディオブック（2020年）[440]

### デジタルコミック
- 聖剣学院の魔剣使い（2020年、レギーナ[441]）
- 青春ヘビーローテーション（2021年、榛名美羽[442]）
- ブラッド・ドゥーム（2021年、静アセナ[443]）
- 勇者サポートセンター魔王城支部（2021年、エス[444]）
- 刻どキ（2021年、高城初[445][446]）
- たとえば俺が、チャンピオンから王女のヒモにジョブチェンジしたとして。（2021年、ライラック[447]）
- 暗号学園のいろは（2023年、東州斎享楽[448]）
- 妹に婚約者を取られたら、獣な王子に求婚されました〜またたびとして溺愛されてます〜（2023年、コーデリア[449]）
- 青山めぐの純情（2024年、青山めぐ[450]）
- アサシン&シンデレラ（2024年、佐藤寧々子[451]）
- 悪役令嬢ルートがないなんて、誰が言ったの?（2024年、オフィーリア[452]）

### 吹き替え
- フロム・ダスク・ティル・ドーン ザ・シリーズ（英語版） シーズン1（ケイト）
- スイート・マグノリアス（2020年 - 2022年、ケイティー）
- キスから始まるものがたり2（2020年）
- スローターハウス・ルールズ（2020年、女子学生[453]）
- ラウド・ハウス（2021年、リン[454]）
- キスから始まるものがたり3（2021年）
- 今、私たちの学校は…（2022年、ミン・ウンジ〈オ・ヘス〉[455]）
- TITANS/タイタンズ シーズン4（2023年、ジンクス〈リサ・アンバラヴァナル〉）

### ラジオ
※はインターネット配信。
- 白銀の意思 アルジェヴォルン 独立第八部隊・秘密通信（2014年 - 2015年、HiBiKi Radio Station※）[456]
- 精霊使いの剣舞放送＜ブレラジ＞（2014年、HiBiKi Radio Station※）[457]
- ラジオどっとあい 大西沙織のあなたの血が気になります!!（2014年、AG-ON※・超!A&G+※）[458]
- 冴えないラジオの育てかた（2014年 - 2015年、音泉※）
- 加隈亜衣・大西沙織のキャン丁目キャン番地（2015年 - 2023年、学研 超！アニメディア※）[459]
- TVアニメ「ダンまち」 ラジオに松岡との出会いを求めるのは間違っているだろうか（2015年、HiBiKi Radio Station※）[460]
- 冴えないラジオの育てかた Again（2015年 - 2017年、音泉※）[461]
- 佐倉としたい大西（2016年 - 2023年、超!A&G+※・音泉※）[462][注 3]
- 食戟のソーマ弐ノ皿presents 大西石上の おあがりよ、まつおかさん!（2016年、音泉※）[463]
- ネッケツ！カイケツ！競女ラジオ！（2016年 - 2017年、ラジオ大阪）
- ガヴリールドロップアウト〜天使と悪魔のシェアハウス〜（2017年、音泉※）[464]
- みゃらむぅ研究所（2017年 - 2018年、アニメイトタイムズ※）[465]
- レディオワーク・プラネット〜時計仕掛けのラジオ〜（2017年、音泉※）※加隈亜衣と交代制[466]
- 冴えないラジオの育てかた♭（2017年 - 2018年、音泉※）
- A&G TRIBAL RADIO エジソン（2018年 - 2020年、文化放送・超!A&G+※）
- パンデモニウムモンブラン〜ベルゼブブ嬢のお気に召すまま。〜（2018年 - 2019年、音泉※）[467]
- たかみなと大西のたかにしや（2019年 - 2023年、ニコニコ生放送※）[468]
- レッドプライドオブエデンプレゼンツ『エデン大陸放送局』！（2020年、音泉※）[469]
- 大西沙織・遠野ひかる 余生ですよ！ (2024年 - 、HiBiKi Radio Station※)[470]

### ラジオCD
- ラジオCD「ストブらじお 雪菜と凪沙のおとなり放送局」Vol.3 ※第24回（2014年）
- 魔法科高校の劣等生WEBラジオ 満開!ブルーム放送委員会DJCD ※第9回（2014年）
- ラジオCD「白銀の意思 アルジェヴォルン 独立第八部隊・秘密通信」Vol.1 - 3（2014年 - 2015年）
- ラジオCD「精霊使いの剣舞放送<ブレラジ>」Vol.1 - 2（2014年 - 2015年）
- ラジオCD「selector radio WIXOSS」Vol.1・5 ※第4・5・64回（2014年 - 2016年）
- リトバス＆アルジェヴォルン コラボラジオCD（2015年） - とらのあな特典
- 冴えないラジオの育てかたシリーズ（2015年 - 2018年）
  - ラジオCD「冴えないラジオの育てかた」Vol.1 - 2
  - 冴えないラジオの育てかた 「冴えてるヒロイン達のトークショー」 - 音泉通販限定特典
  - 冴えないラジオの育てかた 「冴えてるPの答えかた」 - 音泉通販限定特典
  - 冴えないラジオの育てかた 「慣れない彼女の育てかた」 - イベント限定特典
  - ラジオCD「冴えないラジオの育てかた Again」
  - ラジオCD「冴えないラジオの育てかた♭」Vol.1 - 2
- ラジオCD「ミカグラ学園ラジオ放送部」Vol.1 ※新規録りおろし回（2015年）
- DJCD ラジオに松岡との出会いを求めるのは間違っているだろうか 1 - 3階層（2015年）
- ラジオCD「食戟のソーマ種田高橋料理學園」Vol.1 ※第4回（2015年）
- ラジオCD「モンスター娘たちのいる日常会話」※新規録りおろし回（2015年）
- ラジオCD「俺がお嬢様学校に「庶民サンプル」としてゲッツされたラジオ」Vol.1 ※第6回、新規録りおろし回（2016年）
- DJCD 加隈亜衣・大西沙織のキャン丁目キャン番地 Vol.1 - 6（2016年 - 2018年）
- ラジオCD あまんちゅらじお! ぴかりとてこと ※第2・4・7回（2016年）
- 「ネッケツカイケツ競女ラジオ!!!!!!!!」CD（2016年）
- 「ガーリッシュ ナンバー CUTE GIRLS RADIO（略して「クズらじ」）」CD「クズ盤」※第5回（2017年）
- ラジオCD「ガヴリールドロップアウト〜天使と悪魔のシェアハウス〜」（2017年）
- ラジオCD「レディオワーク・プラネット〜時計仕掛けのラジオ〜」（2017年）
- ラジオで エロマンガSENSATION!シリーズ（2017年）
  - 「ラジオで エロマンガSENSATION!出張版」 - ANIPLEX+前半巻連動購入特典
  - ラジオCD「ラジオで エロマンガSENSATION!」Vol.1 - 2 ※第5・14回、新規録りおろし回
  - 聞け! 開かずの間 特訓CD - 音泉通販キャンペーン特典
- 劇場版 ダンジョンに出会いを求めるのは間違っているだろうか -オリオンの矢-スペシャルラジオCD（2019年） - Amazon.co.jp限定特典

### ナレーション
- Musicる TV（2022年5月17日、テレビ朝日）
- ニッポンのカタチ（2023年1月29日、日本テレビ）

### テレビ番組
※はインターネット配信。
- 精霊使いの生剣舞<ナマダン>（2014年、ニコニコ生放送※）
- アニメマシテ（2014年12月15日・22日、テレビ東京） MC
- 異世界食堂で晩餐会!（2017年9月15日・22日、あにてれ※）[471]
- 水瀬いのりと大西沙織のPick Up Girls![472]（2017年 - 2019年[473]、YouTube※）[注 4]
- 「異世界食堂2」放送記念! ねこやのまかない（2021年、YouTube※）[474]

### 映像商品
- ミカグラ学園組曲先行上映イベント「入学前夜」ダイジェスト映像（2015年） - ミカグラ学園組曲vol.1限定特典
- MF文庫J×響 Radio Station 一夜限りのトリプル公録祭り!（2015年）[475]
- Tokyo 7th シスターズシリーズ（2015年 - 2019年）
  - t7s 1st Anniversary Live 15'→34'『H-A-J-I-M-A-L-I-V-E-!!』
  - t7s 2nd Anniversary Live 16'→30'→34' -INTO THE 2ND GEAR-
  - t7s 3rd Anniversary Live 17'→XX -CHAIN THE BLOSSOM- in Makuhari Messe
  - Tokyo 7th Sisters Memorial Live in NIPPON BUDOKAN “Melody in the Pocket”
  - t7s 4th Anniversary Live -FES!! AND YOUR LIGHT- in Makuhari Messe
- 食戟のソーマシリーズ（2015年 - 2016年）
  - 食戟のソーマ〜お食事処まつおか〜Vol.2[476]
  - 食戟のソーマ弐ノ皿presents おあがりよ、まつおかさん![477]
- あまんちゅ! てこぴかりと行く!「あまんちゅ!」舞台をめぐる旅（2016年 - 2017年）[478] - BD&DVD第4 - 5巻映像特典
- ガヴリールドロップアウト 〜天使と悪魔のパン作り〜（2017年）[479]
- ウマ娘 プリティーダービー 1st EVENT「Special Weekend!」ライブダイジェスト映像（2017年） - ENDLESS DREAM!!初回限定特典
- 異世界食堂「異世界食堂おかわり!2皿」（2018年）[480] - BD&DVD第6皿映像特典
- セブン-イレブン presents 佐倉としたい大西シリーズ（2018年 - 2023年）
  - セブン-イレブン presents 佐倉としたい大西 DVD ロンリーホーム探しの旅〜THIS 伊豆 伊東!
  - セブン-イレブン presents 佐倉としたい大西 DVD in 沖縄
  - セブン-イレブン presents 佐倉としたい大西 DVD in 北海道 Death Venture Drive
  - セブン-イレブン presents 佐倉としたい大西 DVD〜占い7としたいサミット
  - 佐倉としたい大西DVD〜セブンイヤートリップ〜
- 「RAMPO in the DARK」RED（2020年）[481]
- 冴えない彼女の育てかた Fes. Fine 〜glory moment〜（2021年）[482]
- ウマ娘 プリティーダービー 2nd EVENT「Sound Fanfare！」Blu-ray（2022年）[483]
- ウマ娘 プリティーダービー 3rd EVENT　WINNING DREAM STAGE Blu-ray（2022年）[484]

### パチンコ・パチスロ
- CR 緋弾のアリア（2014年、エル・ワトソン）
- CR 緋弾のアリア II（2017年、エル・ワトソン[485]）
- パチスロ ダンジョンに出会いを求めるのは間違っているだろうか（2018年、アイズ・ヴァレンシュタイン[486]）
- CR クイーンズブレイド3（2019年、アリシア）
- パチスロ モンスターハンター:ワールドTM（2020年、YOU）
- P競女!!!!!!!!-KEIJO-（2021年、豊口のん）
- パチスロ ソード・オラトリア（2022年、アイズ・ヴァレンシュタイン[487]）
- Pフィーバーありふれた職業で世界最強（2023年、白崎香織）
- Lパチスロ ありふれた職業で世界最強（2025年、白崎香織）

### PV・CM
- セブン-イレブン「雑誌お取置きサービス」サービス紹介篇ナレーション（2017年）
- セブンネット受取りラブストーリー『僕を店頭で受け取って』（2018年）[488]
- P.A.養成所紹介コンテンツ 番組ナレーション（2019年）[489]
- 『七つの魔剣が支配する』CMナレーション（2019年）[490][491]
- 『先輩がうざい後輩の話』PV（2019年、黒部夏美[492]）
- 『幼なじみが絶対に負けないラブコメ』PV（2020年、桃坂真理愛[493]）
- 『夫婦以上、恋人未満。』CM（2020年、渡辺星、CMナレーション[494]）
- 『私より強い男と結婚したいの』PV（2022年、高崎雫花[495]）
- 『魔導具師ダリヤはうつむかない 〜今日から自由な職人ライフ〜』CM・PV（2022年、ナレーション[496][497]）
- 『結界師の一輪華』PV（2022年、一瀬華[498]）
- 『99回断罪されたループ令嬢ですが今世は「超絶愛されモード」ですって!? 〜真の力に目覚めて始まる100回目の人生〜』PV（2022年、デボネア[499]）
- 『スティアの魔女』コミックス30秒CM（2023年、ハル[500]）

### その他コンテンツ
- Project758（2014年、宮小路平子[501]）
- アプリ「お天気時計」（2015年、雨宮さゆり[502]）
- 気象レーダーARアプリ「アメミル」（2016年）[503]
- 温泉むすめ 山梨県河口湖温泉（2017年、河口湖多佳美[504]）
- クラリオン ダウンロードボイス（2018年、河口湖多佳美[505]）
- テレビドラマ『ゆうべはお楽しみでしたね』（2019年、ささやま、メル[506]）
- ダンまちアラーム 〜オラリオ・デイズ〜（2019年、アイズ・ヴァレンシュタイン[507]）
- ARアプリ『ANGELS AR』（2020年、YELLOW[508]）
- 365にち日めくりボイス まいにち式守さん（2021年 - ）[509]
- 朗読劇「刀使ノ巫女 清夏奉燈」（2021年、十条姫和[510]）
- 富士河口湖温泉郷×温泉むすめコラボアナウンス（2022年、河口湖多佳美[511]）
- 音楽朗読劇「四月は君の嘘」（2023年4月2日、飛行船シアター、昼公演） - 宮園かをり役[注 5]

## ディスコグラフィ

### キャラクターソング
| 発売日   | 商品名                                                                                            | 歌 | 楽曲 | 備考                                                                                            |
| 2014年   | 2014年                                                                                            | 2014年 | 2014年 | 2014年                                                                                          |
| -------- | ------------------------------------------------------------------------------------------------- | --- | --- | ----------------------------------------------------------------------------------------------- |
| 6月25日  | ストライク・ザ・ブラッド BD・DVD第6巻特典CD                                                       | ラ・フォリア・リハヴァイン（大西沙織） | 「神話迷宮」 | テレビアニメ『ストライク・ザ・ブラッド』関連曲                                                  |
| 7月23日  | 精霊剣舞祭                                                                                        | にーそっくすす | 「精霊剣舞祭」 | テレビアニメ『精霊使いの剣舞』エンディングテーマ                                                |
| 7月23日  | 精霊剣舞祭                                                                                        | フィアナ・レイ・オルデシア（大西沙織） | 「精霊剣舞祭」 | テレビアニメ『精霊使いの剣舞』関連曲                                                            |
| 7月23日  | 精霊剣舞祭                                                                                        | にーそっくすす | 「KN33S0XXX」 | テレビアニメ『精霊使いの剣舞』関連曲                                                            |
| 7月23日  | 祝祭のエレメンタリア                                                                              | にーそっくすす | 「祝祭のエレメンタリア」                                                                                          | テレビアニメ『精霊使いの剣舞』イメージソング                                                    |
| 7月23日  | 祝祭のエレメンタリア                                                                              | フィアナ・レイ・オルデシア（大西沙織） | 「祝祭のエレメンタリア」                                                                                          | テレビアニメ『精霊使いの剣舞』関連曲                                                            |
| 9月3日   | 人生相談テレビアニメーション「人生」DVD & Blu-ray Vol.1 エンディングテーマCD                      | じんせーず | 「人生☆キミ色」                                                                                                   | テレビアニメ『人生相談テレビアニメーション「人生」』エンディングテーマ                          |
| 10月8日  | 精霊使いの剣舞 BD・DVD第1巻特典CD                                                                 | にーそっくすす | 「刻印讃歌」 | テレビアニメ『精霊使いの剣舞』関連曲                                                            |
| 11月26日 | 人生相談テレビアニメーション「人生」 BD・DVD第3巻特典CD                                           | 村上絵美（大西沙織） | 「カラフルLIFE!!」                                                                                                | テレビアニメ『人生相談テレビアニメーション「人生」』関連曲                                      |
| 12月3日  | 精霊使いの剣舞 BD・DVD第3巻特典CD                                                                 | フィアナ・レイ・オルデシア（大西沙織） | 「オルデシア・ポルカ」 「Holy Domain」                                                                            | テレビアニメ『精霊使いの剣舞』関連曲                                                            |
| 12月3日  | 冴えない彼女の育てかた キャラクターイメージソング 澤村・スペンサー・英梨々                        | 澤村・スペンサー・英梨々（大西沙織） | 「Blooming Lily」 「LOVE iLLUSiON」                                                                               | テレビアニメ『冴えない彼女の育てかた』関連曲                                                    |
| 2015年   |                                                                                                   | | |                                                                                                 |
| 1月21日  | 人生相談テレビアニメーション「人生」 BD・DVD第5巻特典CD                                           | じんせーず featuring 赤松勇樹（内匠靖明） | 「GO!GO! じんせーず」                                                                                             | テレビアニメ『人生相談テレビアニメーション「人生」』関連曲                                      |
| 3月4日   | 精霊使いの剣舞 BD・DVD第6巻特典CD                                                                 | にーそっくすす | 「Holy Domain」                                                                                                   | テレビアニメ『精霊使いの剣舞』関連曲                                                            |
| 3月4日   | 冴えない彼女の育てかた BD・DVD 第1巻 限定版特典CD                                                 | 澤村・スペンサー・英梨々（大西沙織）、霞ヶ丘詩羽（茅野愛衣）、加藤恵（安野希世乃） | 「LOVE iLLUSiON」                                                                                                 | テレビアニメ『冴えない彼女の育てかた』関連曲                                                    |
| 4月1日   | 冴えない彼女の育てかた BD・DVD 第2巻 限定版特典CD                                                 | 澤村・スペンサー・英梨々（大西沙織） | 「勇気の神様」 | テレビアニメ『冴えない彼女の育てかた』関連曲                                                    |
| 4月22日  | 放課後革命                                                                                        | 放課後楽園部 | 「放課後革命」 | テレビアニメ『ミカグラ学園組曲』オープニングテーマ                                              |
| 4月23日  | t7s Re:Longing for summer                                                                         | NI+CORA | 「オ・モ・イ アプローチ」                                                                                         | ゲーム『Tokyo 7th シスターズ』関連曲                                                            |
| 5月20日  | H-A-J-I-M-A-L-B-U-M-!!                                                                            | NI+CORA | 「Girls Talk!!」                                                                                                  | ゲーム『Tokyo 7th シスターズ』関連曲                                                            |
| 5月20日  | H-A-J-I-M-A-L-B-U-M-!!                                                                            | 777☆SISTERS | 「H-A-J-I-M-A-R-I-U-T-A-!!」 「Cocoro Magical」 「KILL☆ER☆TUNE☆R」                                                | ゲーム『Tokyo 7th シスターズ』関連曲                                                            |
| 5月27日  | 楽園ファンファーレ                                                                                | 放課後楽園部 | 「楽園ファンファーレ」                                                                                            | テレビアニメ『ミカグラ学園組曲』エンディングテーマ                                              |
| 5月27日  | 楽園ファンファーレ                                                                                | 御神楽星鎖（大西沙織） | 「絵空事スパイラル」                                                                                              | テレビアニメ『ミカグラ学園組曲』関連曲                                                          |
| 5月27日  | ミカグラ学園組曲 アニメイトOPED連動購入者特典「Last Note.」リアレンジスペシャルCD                 | 放課後楽園部 | 「放課後革命ver.T-MIX」 「楽園ファンファーレ ver.T-MIX」                                                          | テレビアニメ『ミカグラ学園組曲』関連曲                                                          |
| 7月29日  | 僕らは青空になる/FUNBARE☆RUNNER                                                                   | 777☆SISTERS | 「僕らは青空になる」 「FUNBARE☆RUNNER」                                                                           | ゲーム『Tokyo 7th シスターズ』関連曲                                                            |
| 8月19日  | Hey!スミス!!                                                                                      | 墨須 with M.O.N | 「Hey!スミス!!」                                                                                                  | テレビアニメ『モンスター娘のいる日常』エンディングテーマ                                        |
| 8月19日  | Hey!スミス!!                                                                                      | 墨須 with M.O.N | 「M.O.Nのテーマ」                                                                                                 | テレビアニメ『モンスター娘のいる日常』関連曲                                                    |
| 10月28日 | ダンジョンに出会いを求めるのは間違っているだろうか BD・DVD第5巻特典CD                             | アイズ・ヴァレンシュタイン（大西沙織） | 「目覚めの風」 | テレビアニメ『ダンジョンに出会いを求めるのは間違っているだろうか』関連曲                        |
| 11月25日 | ミカグラ学園組曲 BD・DVD第6巻特典CD                                                               | 御神楽星鎖（大西沙織） | 「放課後革命」 「楽園ファンファーレ」                                                                             | テレビアニメ『ミカグラ学園組曲』関連曲                                                          |
| 12月9日  | Snow in “I love you                                                                               | 777☆SISTERS | 「Snow in “I love you”」                                                                                          | ゲーム『Tokyo 7th シスターズ』関連曲                                                            |
| 12月23日 | ダンジョンに出会いを求めるのは間違っているだろうか BD・DVD第7巻特典CD                             | ベル（松岡禎丞）、アイズ（大西沙織） | 「廻る想いと今」                                                                                                  | テレビアニメ『ダンジョンに出会いを求めるのは間違っているだろうか』関連曲                        |
| 2016年   |                                                                                                   | | |                                                                                                 |
| 3月23日  | VALKYRIE DRIVE -MERMAID- BD・DVD第4巻特典CD                                                       | 蓮見レイン（大西沙織）、レディー・J（浅倉杏美） | 「咲いては乱れ散るまで」                                                                                          | テレビアニメ『VALKYRIE DRIVE -MERMAID-』関連曲                                                  |
| 6月29日  | Are You Ready 7th-TYPES??                                                                         | NI+CORA | 「You Can't Win」                                                                                                 | ゲーム『Tokyo 7th シスターズ』関連曲                                                            |
| 8月17日  | 『モンスター娘のいる日常』EVERYDAY LIFE WITH MONSTER GIRLS BEST ALBUM                             | ドッペル（大西沙織） | 「最高速ドッペルちゃん」                                                                                          | テレビアニメ『モンスター娘のいる日常』関連曲                                                    |
| 9月29日  | BEST SELECTION DEMONGAZE MUSIC DEMON GAZE I & II                                                  | キグナス（大西沙織） | 「マグナスタリカ・序」                                                                                            | ゲーム『デモンゲイズ2』挿入歌                                                                   |
| 10月19日 | Fantas/HIP Girlfriends!                                                                           | 神無のぞみ（Lynn）、宮田さやか（M・A・O）、青葉風音（本渡楓）、豊口のん（大西沙織） | 「Fantas/HIP Girlfriends!」                                                                                       | テレビアニメ『競女!!!!!!!!』エンディングテーマ                                                  |
| 10月19日 | Fantas/HIP Girlfriends!                                                                           | 豊口のん（大西沙織） | 「きゅ、」 「Fantas/HIP Girlfriends!」                                                                            | テレビアニメ『競女!!!!!!!!』関連曲                                                              |
| 11月16日 | ガーリッシュ ナンバー/Bloom                                                                       | ガーリッシュ ナンバー | 「Bloom」 | テレビアニメ『ガーリッシュ ナンバー』オープニングテーマ                                         |
| 11月16日 | ガーリッシュ ナンバー/Bloom                                                                       | kohaluna | 「決意のダイヤ」                                                                                                  | テレビアニメ『ガーリッシュ ナンバー』オープニングテーマ                                         |
| 12月7日  | ガーリッシュ ナンバー/今は短し夢見よ乙女                                                          | ガーリッシュ ナンバー | 「今は短し夢見よ乙女」                                                                                            | テレビアニメ『ガーリッシュ ナンバー』エンディングテーマ                                         |
| 12月7日  | ガーリッシュ ナンバー/今は短し夢見よ乙女                                                          | ガーリッシュ ナンバー | 「虹色Sunrise」                                                                                                   | テレビアニメ『ガーリッシュ ナンバー』挿入歌                                                     |
| 12月14日 | いただき☆ハイテンション/SSS                                                                       | ガーリッシュ ナンバー | 「いただき☆ハイテンション」                                                                                       | テレビアニメ『ガーリッシュ ナンバー』挿入歌                                                     |
| 12月21日 | 明日への途中で                                                                                    | ガーリッシュ ナンバー+桜ヶ丘七海（佐藤亜美菜） | 「明日への途中で」                                                                                                | テレビアニメ『ガーリッシュ ナンバー』挿入歌                                                     |
| 2017年   |                                                                                                   | | |                                                                                                 |
| 2月22日  | ガヴリールドロップキック                                                                          | ガヴリール（富田美憂）、ヴィーネ（大西沙織）、サターニャ（大空直美）、ラフィエル（花澤香菜） | 「ガヴリールドロップキック」                                                                                      | テレビアニメ『ガヴリールドロップアウト』オープニングテーマ                                      |
| 2月22日  | ガヴリールドロップキック                                                                          | ガヴリール（富田美憂）、ヴィーネ（大西沙織） | 「反転Devil & Angel」                                                                                             | テレビアニメ『ガヴリールドロップアウト』関連曲                                                  |
| 2月22日  | ハレルヤ☆エッサイム                                                                               | ガヴリール（富田美憂）、ヴィーネ（大西沙織）、サターニャ（大空直美）、ラフィエル（花澤香菜） | 「ハレルヤ☆エッサイム」                                                                                           | テレビアニメ『ガヴリールドロップアウト』エンディングテーマ                                      |
| 3月29日  | ガーリッシュ ナンバー / キャラクターソング・ミニアルバム〜Growing!〜                              | 柴崎万葉（大西沙織） | 「川沿いの桜」 | テレビアニメ『ガーリッシュ ナンバー』関連曲                                                     |
| 3月29日  | ガーリッシュ ナンバー / キャラクターソング・ミニアルバム〜Growing!〜                              | ガーリッシュ ナンバー+桜ヶ丘七海（佐藤亜美菜） | 「Growing!」 | テレビアニメ『ガーリッシュ ナンバー』関連曲                                                     |
| 4月5日   | ウマ娘 プリティーダービー STARTING GATE 05                                                        | メジロマックイーン（大西沙織）、エルコンドルパサー（高橋未奈美）、テイエムオペラオー（徳井青空） | 「世界は僕らの言いなりさ」 「うまぴょい伝説」                                                                     | ゲーム『ウマ娘 プリティーダービー』関連曲                                                       |
| 4月5日   | ウマ娘 プリティーダービー STARTING GATE 05                                                        | メジロマックイーン（大西沙織） | 「Waiting for Tomorrow」                                                                                          | ゲーム『ウマ娘 プリティーダービー』関連曲                                                       |
| 4月19日  | t7s Longing for summer Again And Again 〜ハルカゼ〜                                               | 777☆SISTERS | 「ハルカゼ〜You were here〜」                                                                                     | ゲーム『Tokyo 7th シスターズ』関連曲                                                            |
| 4月26日  | ガヴリールドロップアウト Blu-ray&DVD Vol.2 「天使と悪魔のキャラソン＆サントラCD」                 | ガヴリール（富田美憂）、ヴィーネ（大西沙織）、サターニャ（大空直美）、ラフィエル（花澤香菜） | 「オリジナルバイブル」                                                                                            | テレビアニメ『ガヴリールドロップアウト』関連曲                                                  |
| 4月26日  | ガヴリールドロップアウト Blu-ray&DVD Vol.2 「天使と悪魔のキャラソン＆サントラCD」                 | ヴィーネ（大西沙織） | 「ケルベロスの数え歌」                                                                                            | テレビアニメ『ガヴリールドロップアウト』挿入歌                                                  |
| 4月26日  | ガヴリールドロップアウト Blu-ray&DVD Vol.2 「天使と悪魔のキャラソン＆サントラCD」                 | ヴィーネ（大西沙織） | 「ガヴリールの数え歌」                                                                                            | テレビアニメ『ガヴリールドロップアウト』挿入歌                                                  |
| 6月28日  | 冴えない彼女の育てかた Character Song Collection                                                  | 澤村・スペンサー・英梨々（大西沙織）、霞ヶ丘詩羽（茅野愛衣） | 「DOUBLE RAINBOW DREAMS」                                                                                         | テレビアニメ『冴えない彼女の育てかた♭』挿入歌                                                   |
| 7月26日  | 冴えない彼女の育てかた♭ BD・DVD 第1巻 限定版特典CD                                                | 加藤恵（安野希世乃）、澤村・スペンサー・英梨々（大西沙織）、霞ヶ丘詩羽（茅野愛衣）、氷堂美智留（矢作紗友里）、波島出海（赤﨑千夏） | 「檄!帝国華撃団」                                                                                                 | テレビアニメ『冴えない彼女の育てかた♭』関連曲                                                   |
| 7月26日  | ソード・オラトリア ダンジョンに出会いを求めるのは間違っているだろうか外伝 BD・DVD第2巻特典CD      | アイズ（大西沙織） | 「閃光のエアリアル」                                                                                              | テレビアニメ『ソード・オラトリア ダンジョンに出会いを求めるのは間違っているだろうか外伝』関連曲 |
| 8月13日  | スタートライン/STAY☆GOLD                                                                          | 777☆SISTERS | 「スタートライン」 「STAY☆GOLD」                                                                                  | ゲーム『Tokyo 7th シスターズ』関連曲                                                            |
| 10月25日 | エロマンガ先生 Blu-ray & DVD 5巻 完全生産限定版特典CD                                             | 千寿ムラマサ（大西沙織） | 「夢想君語り」 | テレビアニメ『エロマンガ先生』関連曲                                                            |
| 10月25日 | 冴えない彼女の育てかた♭ BD・DVD 第4巻 限定版特典CD                                                | 澤村・スペンサー・英梨々（大西沙織） | 「allegretto-そらときみ」                                                                                         | テレビアニメ『冴えない彼女の育てかた♭』関連曲                                                   |
| 12月20日 | World End Heaven オンライン限定盤特典CD                                                           | 結城七罪（大西沙織） | 「World End Heaven」                                                                                              | ゲーム『俺達の世界わ終っている。』関連曲                                                        |
| 2018年   |                                                                                                   | | |                                                                                                 |
| 1月24日  | Save you Save me                                                                                  | 衛藤可奈美（本渡楓）、十条姫和（大西沙織）、柳瀬舞衣（和氣あず未）、糸見沙耶香（木野日菜）、益子薫（松田利冴）、古波蔵エレン（鈴木絵理） | 「Save you Save me」                                                                                              | テレビアニメ『刀使ノ巫女』オープニングテーマ                                                    |
| 1月24日  | Save you Save me                                                                                  | 衛藤可奈美（本渡楓）、十条姫和（大西沙織） | 「二重のキズナ」                                                                                                  | ゲーム『刀使ノ巫女 刻みし一閃の燈火』主題歌                                                     |
| 1月24日  | 心のメモリア                                                                                      | 衛藤可奈美（本渡楓）、十条姫和（大西沙織）、柳瀬舞衣（和氣あず未）、糸見沙耶香（木野日菜）、益子薫（松田利冴）、古波蔵エレン（鈴木絵理） | 「心のメモリア」                                                                                                  | テレビアニメ『刀使ノ巫女』エンディングテーマ                                                    |
| 2月21日  | 巫女ノ歌〜弐〜                                                                                    | 十条姫和（大西沙織） | 「Last Regret」 「Save you Save me」 「心のメモリア」 「二重のキズナ」                                            | テレビアニメ『刀使ノ巫女』関連曲                                                                |
| 3月28日  | フィギュアヘッズ オリジナル・サウンドトラック                                                     | モリィ（大西沙織） | 「アイ・マイ・ミー・マイ・アイ」                                                                                  | ゲーム『フィギュアヘッズ』関連曲                                                                |
| 4月25日  | 刀使ノ巫女 BD・DVD第1巻特典CD                                                                     | 衛藤可奈美（本渡楓）、十条姫和（大西沙織） | 「Shining Double Star」                                                                                           | テレビアニメ『刀使ノ巫女』関連曲                                                                |
| 4月25日  | ウマ娘 プリティーダービー ANIMATION DERBY 01 Make debut!                                          | スピカ | 「Make debut!」                                                                                                   | テレビアニメ『ウマ娘 プリティーダービー』オープニングテーマ                                     |
| 5月9日   | ウマ娘 プリティーダービー ANIMATION DERBY 02 グロウアップ・シャイン！                             | スピカ | 「グロウアップ・シャイン！」                                                                                      | テレビアニメ『ウマ娘 プリティーダービー』エンディングテーマ                                     |
| 5月23日  | 進化系Colors                                                                                      | 衛藤可奈美（本渡楓）、十条姫和（大西沙織）、柳瀬舞衣（和氣あず未）、糸見沙耶香（木野日菜）、益子薫（松田利冴）、古波蔵エレン（鈴木絵理） | 「進化系Colors」                                                                                                  | テレビアニメ『刀使ノ巫女』オープニングテーマ                                                    |
| 5月23日  | 進化系Colors                                                                                      | 衛藤可奈美（本渡楓）、十条姫和（大西沙織） | 「今この身が果てようとも」                                                                                        | テレビアニメ『刀使ノ巫女』挿入歌                                                                |
| 5月23日  | 未来エピローグ                                                                                    | 衛藤可奈美（本渡楓）、十条姫和（大西沙織）、柳瀬舞衣（和氣あず未）、糸見沙耶香（木野日菜）、益子薫（松田利冴）、古波蔵エレン（鈴木絵理） | 「未来エピローグ」                                                                                                | テレビアニメ『刀使ノ巫女』エンディングテーマ                                                    |
| 5月30日  | Memories/涙はみせない                                                                             | こみっくがーるず | 「Memories」 | テレビアニメ『こみっくがーるず』オープニングテーマ                                              |
| 5月30日  | Memories/涙はみせない                                                                             | こみっくがーるず | 「涙はみせない」                                                                                                  | テレビアニメ『こみっくがーるず』エンディングテーマ                                              |
| 7月3日   | 虹色パレット                                                                                      | こみっくがーるず | 「虹色パレット」                                                                                                  | テレビアニメ『こみっくがーるず』関連曲                                                          |
| 7月4日   | THE STRAIGHT LIGHT                                                                                | NI+CORA | 「CHECK'MATE」 | ゲーム『Tokyo 7th シスターズ』関連曲                                                            |
| 7月17日  | こみっくせんせーしょん！                                                                          | こみっくがーるず | 「こみっくせんせーしょん！」                                                                                      | テレビアニメ『こみっくがーるず』関連曲                                                          |
| 7月25日  | こみっくがーるず BD・DVD第2巻特典CD                                                               | 色川琉姫（大西沙織） | 「Memories」 「涙はみせない」                                                                                     | テレビアニメ『こみっくがーるず』関連曲                                                          |
| 7月25日  | ウマ娘 プリティーダービー ANIMATION DERBY 03 Special Record!/Find My Only Way                     | スペシャルウィーク（和氣あず未）、サイレンススズカ（高野麻里佳）、トウカイテイオー（Machico）、ウオッカ（大橋彩香）、ダイワスカーレット（木村千咲）、ゴールドシップ（上田瞳）、メジロマックイーン（大西沙織）、エルコンドルパサー（高橋未奈美）、グラスワンダー（前田玲奈）、シンボリルドルフ（田所あずさ）、エアグルーヴ（青木瑠璃子）、ヒシアマゾン（巽悠衣子）、フジキセキ（松井恵理子）、マルゼンスキー（Lynn）、テイエムオペラオー（徳井青空）、ビワハヤヒデ（近藤唯）、ナリタブライアン（相坂優歌）、オグリキャップ（高柳知葉） | 「Special Record!」                                                                                               | テレビアニメ『ウマ娘 プリティーダービー』挿入歌                                                 |
| 7月25日  | ウマ娘 プリティーダービー ANIMATION DERBY 03 Special Record!/Find My Only Way                     | スピカ | 「Find My Only Way」                                                                                              | テレビアニメ『ウマ娘 プリティーダービー』エンディングテーマ                                     |
| 7月25日  | ウマ娘 プリティーダービー ANIMATION DERBY 03 Special Record!/Find My Only Way                     | スペシャルウィーク（和氣あず未）、サイレンススズカ（高野麻里佳）、トウカイテイオー（Machico）、ウオッカ（大橋彩香）、ダイワスカーレット（木村千咲）、ゴールドシップ（上田瞳）、メジロマックイーン（大西沙織）、エルコンドルパサー（高橋未奈美）、グラスワンダー（前田玲奈）、セイウンスカイ（鬼頭明里）、キングヘイロー（佐伯伊織）、ハルウララ（首藤志奈）、シンボリルドルフ（田所あずさ）、タイキシャトル（大坪由佳）、エアグルーヴ（青木瑠璃子）、ヒシアマゾン（巽悠衣子）、フジキセキ（松井恵理子）、マルゼンスキー（Lynn）、テイエムオペラオー（徳井青空）、ビワハヤヒデ（近藤唯）、ナリタブライアン（相坂優歌）、オグリキャップ（高柳知葉）、スーパークリーク（優木かな）、タマモクロス（大空直美）、イナリワン（井上遥乃）、ウイニングチケット（渡部優衣）、メジロライアン（土師亜文）、メジロドーベル（久保田ひかり）、ナイスネイチャ（前田佳織里）、エイシンフラッシュ（藤野彩水）、マチカネフクキタル（新田ひより）、メイショウドトウ（和多田美咲） | 「うまぴょい伝説」                                                                                                | テレビアニメ『ウマ娘 プリティーダービー』エンディングテーマ                                     |
| 9月12日  | ウマ娘 プリティーダービー ANIMATION DERBY 05                                                      | スペシャルウィーク（和氣あず未）、サイレンススズカ（高野麻里佳）、トウカイテイオー（Machico）、ウオッカ（大橋彩香）、ダイワスカーレット（木村千咲）、ゴールドシップ（上田瞳）、メジロマックイーン（大西沙織） | 「Special Record!」                                                                                               | テレビアニメ『ウマ娘 プリティーダービー』関連曲                                                 |
| 10月10日 | MELODY IN THE POCKET                                                                              | 777☆SISTERS | 「MELODY IN THE POCKET」                                                                                          | ゲーム『Tokyo 7th シスターズ』関連曲                                                            |
| 10月10日 | MELODY IN THE POCKET                                                                              | SU♡SUTA（きゅうとな） | 「ラブリー♡オンリー」                                                                                             | ゲーム『Tokyo 7th シスターズ』関連曲                                                            |
| 10月24日 | あくまで恋煩い                                                                                    | ベルゼブブ（大西沙織）、ベルフェゴール（久野美咲）、サルガタナス（加隈亜衣） | 「あくまで恋煩い」                                                                                                | テレビアニメ『ベルゼブブ嬢のお気に召すまま。』エンディングテーマ                                |
| 10月24日 | あくまで恋煩い ベルゼブブ盤                                                                       | ベルゼブブ（大西沙織） | 「あくまで恋煩い」 「もふもふファジーハート」                                                                     | テレビアニメ『ベルゼブブ嬢のお気に召すまま。』関連曲                                            |
| 11月25日 | ナイショの・きぃワード                                                                            | 百目鬼きさら（日高里菜）、ヴェスパローゼ（大西沙織） | 「新しいふたりの絆 新しいふたりの形」                                                                             | ドラマCD『ナイショの・きぃワード』挿入歌                                                        |
| 2019年   |                                                                                                   | | |                                                                                                 |
| 1月30日  | ベルゼブブ嬢のお気に召すまま。 BD・DVD第2巻特典CD                                                 | ベルゼブブ（大西沙織）、ベルフェゴール（久野美咲） | 「片思いブラウニー大作戦」                                                                                        | テレビアニメ『ベルゼブブ嬢のお気に召すまま。』関連曲                                            |
| 5月16日  | -                                                                                                 | ハンナ（大西沙織） | 「星の翼」 | ゲーム『アルピエル』関連曲                                                                      |
| 5月29日  | ベルゼブブ嬢のお気に召すまま。 BD・DVD第6巻特典CD                                                 | ベルゼブブ（大西沙織）、ベルフェゴール（久野美咲）、サルガタナス（加隈亜衣） | 「いつの魔にやらふぉーりんYOU」                                                                                   | テレビアニメ『ベルゼブブ嬢のお気に召すまま。』関連曲                                            |
| 6月19日  | NATSUKAGE -夏陰-                                                                                  | 777☆SISTERS | 「NATSUKAGE -夏陰-」 「夏のビードロ☆シンフォニー」                                                                | ゲーム『Tokyo 7th シスターズ』関連曲                                                            |
| 7月18日  | WACCA オリジナルサウンドトラックCD                                                                | HARDCORE TANO*C & エリザベス（大西沙織） | 「Let you DIVE!」                                                                                                 | ゲーム『WACCA』テーマソング                                                                     |
| 9月25日  | 冴えない彼女の育てかた ギャルゲーカバーソングコレクション                                         | 澤村・スペンサー・英梨々（大西沙織） | 「恋わずらい」 | テレビアニメ『冴えない彼女の育てかた』関連曲                                                    |
| 10月26日 | 冴えない彼女の育てかた Fine パンフレット豪華版 特典CD                                             | 澤村・スペンサー・英梨々（大西沙織）、霞ヶ丘詩羽（茅野愛衣） | 「DREAM TEAM TRIANGLE」                                                                                           | 劇場アニメ『冴えない彼女の育てかた Fine』挿入歌                                                 |
| 12月4日  | ありふれた職業で世界最強 キャラソンミニアルバム                                                   | 白崎香織（大西沙織）、八重樫雫（花守ゆみり） | 「自分色の未来」                                                                                                  | テレビアニメ『ありふれた職業で世界最強』挿入歌                                                  |
| 2020年   |                                                                                                   | | |                                                                                                 |
| 1月29日  | ダンジョンに出会いを求めるのは間違っているだろうかII OVA特典CD                                    | アイズ・ヴァレンシュタイン（大西沙織） | 「トロピカッ☆バケーション」                                                                                       | OVA『ダンジョンに出会いを求めるのは間違っているだろうかII』エンディングテーマ                   |
| 4月29日  | プリンセスコネクト！Re:Dive PRICONNE CHARACTER SONG 14                                            | イノリ（藤田茜）、カヤ（小市眞琴）、ホマレ（大西沙織） | 「in flames」 | ゲーム『プリンセスコネクト！Re:Dive』挿入歌                                                     |
| 11月25日 | Across the Rainbow                                                                                | 777☆SISTERS | 「Across the Rainbow」 「リボン」                                                                                 | ゲーム『Tokyo 7th シスターズ』関連曲                                                            |
| 11月25日 | Across the Rainbow                                                                                | 777☆SISTERS | 「Departures -あしたの歌-」                                                                                       | アニメ『Tokyo 7th シスターズ -僕らは青空になる-』主題歌                                         |
| 12月23日 | 荒野のコトブキ飛行隊 大空のテイクオフガールズ！ チームソングミニアルバム                          | 怪盗団アカツキ | 「華麗なる予告状」                                                                                                | ゲーム『荒野のコトブキ飛行隊 大空のテイクオフガールズ！』関連曲                                 |
| 2021年   |                                                                                                   | | |                                                                                                 |
| 1月29日  | ご注文はうさぎですか？ BLOOM BD・DVD第2巻特典CD                                                   | 狩手結良（大西沙織） | 「Foooo are you?」                                                                                                | テレビアニメ『ご注文はうさぎですか？ BLOOM』関連曲                                              |
| 2月24日  | ウマ娘 プリティーダービー ANIMATION DERBY Season 2 vol.1「ユメヲカケル！」                        | スペシャルウィーク（和氣あず未）、サイレンススズカ（高野麻里佳）、トウカイテイオー（Machico）、ウオッカ（大橋彩香）、ダイワスカーレット（木村千咲）、ゴールドシップ（上田瞳）、メジロマックイーン（大西沙織） | 「ユメヲカケル！」                                                                                                | テレビアニメ『ウマ娘 プリティーダービー Season 2』オープニングテーマ                            |
| 3月10日  | ウマ娘 プリティーダービー ANIMATION DERBY Season 2 vol.2「木漏れ日のエール」                      | トウカイテイオー（Machico）、メジロマックイーン（大西沙織） | 「木漏れ日のエール」                                                                                              | テレビアニメ『ウマ娘 プリティーダービー Season 2』エンディングテーマ                            |
| 3月17日  | ウマ娘 プリティーダービー WINNING LIVE 01                                                         | スペシャルウィーク（和氣あず未）、サイレンススズカ（高野麻里佳）、トウカイテイオー（Machico）、マルゼンスキー（Lynn）、オグリキャップ（高柳知葉）、ゴールドシップ（上田瞳）、ウオッカ（大橋彩香）、ダイワスカーレット（木村千咲）、タイキシャトル（大坪由佳）、グラスワンダー（前田玲奈）、メジロマックイーン（大西沙織）、エルコンドルパサー（髙橋ミナミ）、シンボリルドルフ（田所あずさ）、エアグルーヴ（青木瑠璃子）、マヤノトップガン（星谷美緒）、メジロライアン（土師亜文）、ライスシャワー（石見舞菜香）、アグネスタキオン（上坂すみれ）、ウイニングチケット（渡部優衣）、サクラバクシンオー（三澤紗千香）、スーパークリーク（優木かな）、ハルウララ（首藤志奈）、マチカネフクキタル（新田ひより）、ナイスネイチャ（前田佳織里）、キングヘイロー（佐伯伊織） | 「GIRLS' LEGEND U」                                                                                               | ゲーム『ウマ娘 プリティーダービー』オープニングテーマ                                           |
| 3月17日  | ウマ娘 プリティーダービー WINNING LIVE 01                                                         | スペシャルウィーク（和氣あず未）、サイレンススズカ（高野麻里佳）、トウカイテイオー（Machico）、マルゼンスキー（Lynn）、オグリキャップ（高柳知葉）、ゴールドシップ（上田瞳）、ウオッカ（大橋彩香）、ダイワスカーレット（木村千咲）、タイキシャトル（大坪由佳）、グラスワンダー（前田玲奈）、メジロマックイーン（大西沙織）、エルコンドルパサー（髙橋ミナミ）、シンボリルドルフ（田所あずさ）、エアグルーヴ（青木瑠璃子）、マヤノトップガン（星谷美緒）、メジロライアン（土師亜文）、ライスシャワー（石見舞菜香）、アグネスタキオン（上坂すみれ）、ウイニングチケット（渡部優衣）、サクラバクシンオー（三澤紗千香）、スーパークリーク（優木かな）、ハルウララ（首藤志奈）、マチカネフクキタル（新田ひより）、ナイスネイチャ（前田佳織里）、キングヘイロー（佐伯伊織） | 「うまぴょい伝説」                                                                                                | ゲーム『ウマ娘 プリティーダービー』関連曲                                                       |
| 3月17日  | ウマ娘 プリティーダービー WINNING LIVE 01                                                         | グラスワンダー（前田玲奈）、メジロマックイーン（大西沙織）、テイエムオペラオー（徳井青空）、ライスシャワー（石見舞菜香）、スーパークリーク（優木かな）、ゼンノロブロイ（照井春佳） | 「NEXT FRONTIER」                                                                                                 | ゲーム『ウマ娘 プリティーダービー』関連曲                                                       |
| 3月17日  | ウマ娘 プリティーダービー WINNING LIVE 01                                                         | メジロマックイーン（大西沙織） | 「はじまりのSignal」                                                                                              | ゲーム『ウマ娘 プリティーダービー』関連曲                                                       |
| 3月31日  | ウマ娘 プリティーダービー ANIMATION DERBY Season 2 vol.3 Original Sound Track                     | トウカイテイオー（Machico）、メジロマックイーン（大西沙織） | 「木漏れ日のエール（TV Size） [12話Ver.]」                                                                        | テレビアニメ『ウマ娘 プリティーダービー Season 2』エンディングテーマ                            |
| 3月31日  | ウマ娘 プリティーダービー ANIMATION DERBY Season 2 vol.3 Original Sound Track                     | スペシャルウィーク（和氣あず未）、サイレンススズカ（高野麻里佳）、トウカイテイオー（Machico）、ウオッカ（大橋彩香）、ダイワスカーレット（木村千咲）、ゴールドシップ（上田瞳）、メジロマックイーン（大西沙織）、シンボリルドルフ（田所あずさ）、ナイスネイチャ（前田佳織里）、ツインターボ（花井美春）、イクノディクタス（田澤茉純）、マチカネタンホイザ（遠野ひかる）、メジロパーマー（のぐちゆり）、ダイタクヘリオス（山根綺）、ミホノブルボン（長谷川育美）、ライスシャワー（石見舞菜香）、ビワハヤヒデ（近藤唯）、ナリタタイシン（渡部恵子）、ウイニングチケット （渡部優衣）、キタサンブラック（矢野妃菜喜）、サトノダイヤモンド（立花日菜）、マルゼンスキー（Lynn）、マヤノトップガン（星谷美緒）、ヒシアケボノ（松嵜麗）、エアグルーヴ（青木瑠璃子）、マチカネフクキタル（新田ひより）、メイショウドトウ（和多田美咲）、セイウンスカイ（鬼頭明里）、グラスワンダー（前田玲奈）、エルコンドルパサー（髙橋ミナミ）、サクラバクシンオー（三澤紗千香）、メジロライアン（土師亜文）、メジロドーベル（久保田ひかり）、ナリタブライアン（衣川里佳） | 「うまぴょい伝説（TV Size）」                                                                                     | テレビアニメ『ウマ娘 プリティーダービー Season 2』エンディングテーマ                            |
| 4月28日  | ダンジョンに出会いを求めるのは間違っているだろうかIII OVA特典CD                                   | ヘスティア（水瀬いのり）、アイズ・ヴァレンシュタイン（大西沙織） | 「男と女はラビリンス」                                                                                            | OVA『ダンジョンに出会いを求めるのは間違っているだろうかIII』エンディングテーマ                  |
| 7月28日  | プリンセスコネクト！Re:Dive PRICONNE CHARACTER SONG 22                                            | カヤ（小市眞琴）、ホマレ（大西沙織）、イノリ（藤田茜） | 「Seize The Day!」                                                                                                | ゲーム『プリンセスコネクト！Re:Dive』挿入歌                                                     |
| 7月28日  | プリンセスコネクト！Re:Dive PRICONNE CHARACTER SONG 22                                            | ホマレ（大西沙織） | 「Seize The Day!」                                                                                                | ゲーム『プリンセスコネクト！Re:Dive』挿入歌                                                     |
| 8月28日  | 3rd EVENT WINNING DREAM STAGE Solo Vocal Tracks Vol.1                                             | メジロマックイーン（大西沙織） | 「NEXT FRONTIER（Game Size）」                                                                                    | ゲーム『ウマ娘 プリティーダービー』関連曲                                                       |
| 8月28日  | 3rd EVENT WINNING DREAM STAGE Solo Vocal Tracks Vol.2                                             | メジロマックイーン（大西沙織） | 「ユメヲカケル！」 「木漏れ日のエール」                                                                           | テレビアニメ『ウマ娘 プリティーダービー Season 2』関連曲                                        |
| 9月22日  | 冴えない彼女の育てかた Fes. Fine 〜glory moment〜 特典CD                                          | 加藤恵（安野希世乃）、澤村・スペンサー・英梨々（大西沙織）、霞ヶ丘詩羽（茅野愛衣）、氷堂美智留（矢作紗友里）、波島出海（赤﨑千夏） | 「LOVE iLLUSiON #502 Ver.」                                                                                       | テレビアニメ『冴えない彼女の育てかた』関連曲                                                    |
| 9月29日  | 幼なじみが絶対に負けないラブコメ BD第3巻特典CD                                                    | 志田黒羽（水瀬いのり）、可知白草（佐倉綾音）、桃坂真理愛（大西沙織） | 「パラダイスSOS」                                                                                                 | テレビアニメ『幼なじみが絶対に負けないラブコメ』挿入歌                                          |
| 2022年   |                                                                                                   | | |                                                                                                 |
| 1月26日  | SELECTION PROJECT BD・DVD第2巻特典CD                                                              | 来栖セイラ（大西沙織） | 「Only one yell」                                                                                                 | テレビアニメ『SELECTION PROJECT』関連曲                                                         |
| 2月22日  | ウマ娘 プリティーダービー Solo Vocal Tracks Vol.3 -4th EVENT SPECIAL DREAMERS!!-                  | メジロマックイーン（大西沙織） | 「Never Looking Back（Game Size）」                                                                               | ゲーム『ウマ娘 プリティーダービー』関連曲                                                       |
| 3月16日  | ウマ娘 プリティーダービー WINNING LIVE 04                                                         | マルゼンスキー（Lynn）、メジロマックイーン（大西沙織）、ナリタブライアン（衣川里佳）、シンボリルドルフ（田所あずさ）、タマモクロス（大空直美）、マンハッタンカフェ（小倉唯）、エイシンフラッシュ（藤野彩水） | 「BLOW my GALE」                                                                                                  | ゲーム『ウマ娘 プリティーダービー』関連曲                                                       |
| 3月16日  | ウマ娘 プリティーダービー WINNING LIVE 04                                                         | マルゼンスキー（Lynn）、オグリキャップ（高柳知葉）、メジロマックイーン（大西沙織）、ナリタブライアン（衣川里佳）、シンボリルドルフ（田所あずさ）、タマモクロス（大空直美）、マンハッタンカフェ（小倉唯）、エイシンフラッシュ（藤野彩水）、スーパークリーク（優木かな）、ナイスネイチャ（前田佳織里）、マチカネタンホイザ（遠野ひかる）、イクノディクタス（田澤茉純）、ツインターボ（花井美春）、サトノダイヤモンド（立花日菜）、キタサンブラック（矢野妃菜喜）、サクラチヨノオー（野口瑠璃子）、メジロアルダン（会沢紗弥）、ヤエノムテキ（日原あゆみ） | 「うまぴょい伝説」                                                                                                | ゲーム『ウマ娘 プリティーダービー』関連曲                                                       |
| 4月27日  | ウマ娘 プリティーダービー WINNING LIVE 05                                                         | スペシャルウィーク（和氣あず未）、サイレンススズカ（高野麻里佳）、トウカイテイオー（Machico）、オグリキャップ（高柳知葉）、ゴールドシップ（上田瞳）、メジロマックイーン（大西沙織）、テイエムオペラオー（徳井青空）、ナリタブライアン（衣川里佳）、シンボリルドルフ（田所あずさ）、タマモクロス（大空直美）、メジロライアン（土師亜文）、アドマイヤベガ（咲々木瞳）、サクラバクシンオー（三澤紗千香）、ミスターシービー（天海由梨奈）、メジロドーベル（久保田ひかり）、マチカネタンホイザ（遠野ひかる）、サトノダイヤモンド（立花日菜）、キタサンブラック（矢野妃菜喜）、サクラチヨノオー（野口瑠璃子）、メジロアルダン（会沢紗弥）、ヤエノムテキ（日原あゆみ）、ナリタトップロード（中村カンナ） | 「We are DREAMERS!!」                                                                                             | ゲーム『ウマ娘 プリティーダービー』関連曲                                                       |
| 4月27日  | ウマ娘 プリティーダービー WINNING LIVE 05                                                         | スペシャルウィーク（和氣あず未）、サイレンススズカ（高野麻里佳）、トウカイテイオー（Machico）、オグリキャップ（高柳知葉）、ゴールドシップ（上田瞳）、メジロマックイーン（大西沙織）、テイエムオペラオー（徳井青空）、ナリタブライアン（衣川里佳）、シンボリルドルフ（田所あずさ）、アグネスデジタル（鈴木みのり）、タマモクロス（大空直美）、マヤノトップガン（星谷美緒）、メジロライアン（土師亜文）、アドマイヤベガ（咲々木瞳）、サクラバクシンオー（三澤紗千香）、スマートファルコン（大和田仁美）、ニシノフラワー（河井晴菜）、ハルウララ（首藤志奈）、マーベラスサンデー（三宅麻理恵）、ミスターシービー（天海由梨奈）、メジロドーベル（久保田ひかり）、ナイスネイチャ（前田佳織里）、マチカネタンホイザ（遠野ひかる）、ツインターボ（花井美春）、サトノダイヤモンド（立花日菜）、キタサンブラック（矢野妃菜喜）、サクラチヨノオー（野口瑠璃子）、メジロアルダン（会沢紗弥）、ヤエノムテキ（日原あゆみ）、ナリタトップロード（中村カンナ） | 「うまぴょい伝説」                                                                                                | ゲーム『ウマ娘 プリティーダービー』関連曲                                                       |
| 5月25日  | ハニージェットコースター                                                                          | 式守さん（大西沙織） | 「HEART-BEAT」 | テレビアニメ『可愛いだけじゃない式守さん』関連曲                                                |
| 8月17日  | ウマ娘 プリティーダービー WINNING LIVE 07                                                         | スペシャルウィーク（和氣あず未）、サイレンススズカ（高野麻里佳）、ゴールドシップ（上田瞳）、メジロマックイーン（大西沙織）、ナリタブライアン（衣川里佳）、ライスシャワー（石見舞菜香）、ウイニングチケット（渡部優衣） | 「笑顔の宝物 -Beyond The Future!-」                                                                               | ゲーム『ウマ娘 プリティーダービー』関連曲                                                       |
| 8月17日  | ウマ娘 プリティーダービー WINNING LIVE 07                                                         | スペシャルウィーク（和氣あず未）、サイレンススズカ（高野麻里佳）、ゴールドシップ（上田瞳）、メジロマックイーン（大西沙織）、ナリタブライアン（衣川里佳）、マヤノトップガン（星谷美緒）、メジロライアン（土師亜文）、ライスシャワー（石見舞菜香）、ウイニングチケット（渡部優衣）、マーベラスサンデー（三宅麻理恵）、メジロドーベル（久保田ひかり）、メジロパーマー（のぐちゆり）、メジロアルダン（会沢紗弥）、メジロブライト（大西綺華）、サクラローレル（真野美月） | 「うまぴょい伝説」                                                                                                | ゲーム『ウマ娘 プリティーダービー』関連曲                                                       |
| 8月17日  | ウマ娘 プリティーダービー WINNING LIVE 07                                                         | メジロマックイーン（大西沙織）、メジロライアン（土師亜文）、メジロドーベル（久保田ひかり）、メジロパーマー（のぐちゆり）、メジロアルダン（会沢紗弥）、メジロブライト（大西綺華） | 「メジロ讃歌」 | ゲーム『ウマ娘 プリティーダービー』関連曲                                                       |
| 9月28日  | ウマ娘 プリティーダービー WINNING LIVE 08                                                         | スペシャルウィーク（和氣あず未）、サイレンススズカ（高野麻里佳）、ゴールドシップ（上田瞳）、メジロマックイーン（大西沙織）、ナリタブライアン（衣川里佳）、ライスシャワー（石見舞菜香）、ウイニングチケット（渡部優衣） | 「Precious Star Dreamer」                                                                                         | ゲーム『ウマ娘 プリティーダービー』関連曲                                                       |
| 9月28日  | ウマ娘 プリティーダービー WINNING LIVE 08                                                         | スペシャルウィーク（和氣あず未）、サイレンススズカ（高野麻里佳）、ゴールドシップ（上田瞳）、ウオッカ（大橋彩香）、ダイワスカーレット（木村千咲）、メジロマックイーン（大西沙織）、ナリタブライアン（衣川里佳）、マヤノトップガン（星谷美緒）、ライスシャワー（石見舞菜香）、ウイニングチケット（渡部優衣）、スマートファルコン（大和田仁美）、ダイタクヘリオス（山根綺）、サクラローレル（真野美月）、ヤマニンゼファー（今泉りおな）、ダイイチルビー（礒部花凜）、アストンマーチャン（井上ほの花）、ケイエスミラクル（佐藤日向）、コパノリッキー（稲垣好）、ホッコータルマエ（菊池紗矢香）、ワンダーアキュート（須藤叶希） | 「うまぴょい伝説」                                                                                                | ゲーム『ウマ娘 プリティーダービー』関連曲                                                       |
| 10月4日  | ウマ娘 プリティーダービー Solo Vocal Tracks Vol.5 －4th EVENT SPECIAL DREAMERS!! EXTRA STAGE－    | メジロマックイーン（大西沙織） | 「We are DREAMERS!!（Game Size）」 「BLOW my GALE（Game Size）」 「笑顔の宝物 -Beyond The Future!-（Game Size）」 | ゲーム『ウマ娘 プリティーダービー』関連曲                                                       |
| 10月5日  | Extreme Hearts キャラクターソングアルバム「BEST 4 U」                                             | May-Bee | 「Buzz Everyday」 「HELLO HERO」                                                                                  | テレビアニメ『Extreme Hearts』挿入歌                                                            |
| 10月5日  | Extreme Hearts キャラクターソング ソロバージョン                                                  | 御社智（大西沙織） | 「Buzz Everyday」 「HELLO HERO」                                                                                  | テレビアニメ『Extreme Hearts』関連曲                                                            |
| 10月12日 | ブルーアーカイブ ドラマCD「舞台袖のかくしごと 〜キヴォトス晄輪大祭〜」                            | ヒナ（広橋涼）、セナ（大西沙織）、セリナ（涼本あきほ） | 「LA LA RUN!」 | ゲーム『ブルーアーカイブ -Blue Archive-』関連曲                                                 |
| 2023年   |                                                                                                   | | |                                                                                                 |
| 3月29日  | アニメ『うまゆる』アルバム                                                                        | トウカイテイオー（Machico）、メジロマックイーン（大西沙織）、アグネスタキオン（上坂すみれ）、マチカネフクキタル（新田ひより）、ツインターボ（花井美春） | 「ミッドナイト・エピローグ」                                                                                      | Webアニメ『うまゆる』エンディングテーマ                                                         |
| 3月29日  | アニメ『うまゆる』アルバム                                                                        | スペシャルウィーク（和氣あず未）、サイレンススズカ（高野麻里佳）、トウカイテイオー（Machico）、マルゼンスキー（Lynn）、オグリキャップ（高柳知葉）、ゴールドシップ（上田瞳）、ウオッカ（大橋彩香）、ダイワスカーレット（木村千咲）、グラスワンダー（前田玲奈）、メジロマックイーン（大西沙織）、エルコンドルパサー（髙橋ミナミ）、テイエムオペラオー（徳井青空）、シンボリルドルフ（田所あずさ）、エアグルーヴ（青木瑠璃子）、アグネスデジタル（鈴木みのり）、セイウンスカイ（鬼頭明里）、ファインモーション（橋本ちなみ）、マヤノトップガン（星谷美緒）、ユキノビジン（山本希望）、アグネスタキオン（上坂すみれ）、イナリワン（井上遥乃）、ウイニングチケット（渡部優衣）、エアシャカール（津田美波）、トーセンジョーダン（鈴木絵理）、ナカヤマフェスタ（下地紫野）、ナリタタイシン（渡部恵子）、ハルウララ（首藤志奈）、マチカネフクキタル（新田ひより）、メイショウドトウ（和多田美咲）、キングヘイロー（佐伯伊織）、マチカネタンホイザ（遠野ひかる）、ダイタクヘリオス（山根綺）、ツインターボ（花井美春）、シリウスシンボリ（ファイルーズあい）、ツルマルツヨシ（青山吉能）、シンボリクリスエス（春川芽生）、タニノギムレット（松岡美里）、ハッピーミーク（吉咲みゆ） | 「うまぴょい伝説（Game Size）」                                                                                   | Webアニメ『うまゆる』エンディングテーマ                                                         |
| 3月29日  | プリンセスコネクト！Re:Dive PRICONNE CHARACTER SONG 32                                            | ホマレ（大西沙織）、ミサト（國府田マリ子） | 「ma.sa.yu.me.」                                                                                                  | ゲーム『プリンセスコネクト！Re:Dive』挿入歌                                                     |
| 3月29日  | プリンセスコネクト！Re:Dive PRICONNE CHARACTER SONG 32                                            | ホマレ（大西沙織） | 「ma.sa.yu.me.」                                                                                                  | ゲーム『プリンセスコネクト！Re:Dive』関連曲                                                     |
| 8月30日  | はっする∞らびりんす!! 〜おこたみより愛を込めて〜 〜GRANBLUE FANTASY〜                             | ルナール（大久保瑠美）、シェロカルテ（加藤英美里）、マキラ（門脇舞以）、メリッサベル（三上枝織）、ミラオル（大西沙織）、ザーリリャオー（山下七海） | 「はっする∞らびりんす!! 〜おこたみより愛を込めて〜」                                                              | ゲーム『グランブルーファンタジー』関連曲                                                        |
| 8月30日  | はっする∞らびりんす!! 〜おこたみより愛を込めて〜 〜GRANBLUE FANTASY〜                             | ミラオル（大西沙織）、ザーリリャオー（山下七海） | 「はっする∞らびりんす!! 〜おこたみより愛を込めて〜」                                                              | ゲーム『グランブルーファンタジー』関連曲                                                        |
| 11月1日  | ウマ娘 プリティーダービー Season 3 ANIMATION DERBY Season 3 vol.2「アコガレChallenge Dash!!」     | キタサンブラック（矢野妃菜喜）、スペシャルウィーク（和氣あず未）、サイレンススズカ（高野麻里佳）、トウカイテイオー（Machico）、ウオッカ（大橋彩香）、ダイワスカーレット（木村千咲）、ゴールドシップ（上田瞳）、メジロマックイーン（大西沙織） | 「アコガレChallenge Dash!!」                                                                                      | テレビアニメ『ウマ娘 プリティーダービー Season 3』エンディングテーマ                            |
| 11月1日  | ウマ娘 プリティーダービー Season 3 ANIMATION DERBY Season 3 vol.2「アコガレChallenge Dash!!」     | キタサンブラック（矢野妃菜喜）、スペシャルウィーク（和氣あず未）、サイレンススズカ（高野麻里佳）、トウカイテイオー（Machico）、ウオッカ（大橋彩香）、ダイワスカーレット（木村千咲）、ゴールドシップ（上田瞳）、メジロマックイーン（大西沙織） | 「うまぴょい伝説」                                                                                                | テレビアニメ『ウマ娘 プリティーダービー Season 3』関連曲                                        |
| 2024年   |                                                                                                   | | |                                                                                                 |
| 1月10日  | TVアニメ『ウマ娘 プリティーダービー Season 3』ANIMATION DERBY Season 3 vol.3 Original Sound Track | キタサンブラック（矢野妃菜喜）、サトノダイヤモンド（立花日菜）、サトノクラウン（鈴代紗弓）、シュヴァルグラン（夏吉ゆうこ）、サウンズオブアース（MAKIKO）、ドゥラメンテ（秋奈）、トウカイテイオー（Machico）、メジロマックイーン（大西沙織）、ゴールドシップ（上田瞳）、スペシャルウィーク（和氣あず未）、サイレンススズカ（高野麻里佳）、ウオッカ（大橋彩香）、ダイワスカーレット（木村千咲）、ナイスネイチャ（前田佳織里）、ツインターボ（花井美春）、イクノディクタス（田澤茉純）、マチカネタンホイザ（遠野ひかる）、ロイスアンドロイス（田辺留依）、ヴィルシーナ（奥野香耶）、ヴィブロス（伊藤彩沙）、シンボリルドルフ（田所あずさ）、エアグルーヴ（青木瑠璃子）、ミホノブルボン（長谷川育美）、ライスシャワー（石見舞菜香）、サクラバクシンオー（三澤紗千香）、トーセンジョーダン（鈴木絵理）、マチカネフクキタル（新田ひより）、メイショウドトウ（和多田美咲）、メジロパーマー（のぐちゆり）、ダイタクヘリオス（山根綺）、コパノリッキー（稲垣好） | 「うまぴょい伝説」                                                                                                | テレビアニメ『ウマ娘 プリティーダービー Season 3』エンディングテーマ                            |
| 2月14日  | Extreme Hearts ソング&ストーリーアルバム「Start Sign」                                            | May-Bee | 「Believe in smile!!」                                                                                            | テレビアニメ『Extreme Hearts』関連曲                                                            |
| 3月6日   | Believe in smile!! ソロバージョン                                                                 | 御社智（大西沙織） | 「Believe in smile!!」                                                                                            | テレビアニメ『Extreme Hearts』関連曲                                                            |
| 8月31日  | ウマ娘 プリティーダービー Solo Vocal Tracks Vol.10 Twinkle Circle! in HAKODATE                    | メジロマックイーン（大西沙織） | 「トレセン音頭（Game Size）」                                                                                     | ゲーム『ウマ娘 プリティーダービー』関連曲                                                       |

### その他参加楽曲
| 発売日         | 商品名                   | 歌                                               | 楽曲                                             | 備考                                                                      |
| -------------- | ------------------------ | ------------------------------------------------ | ------------------------------------------------ | ------------------------------------------------------------------------- |
| 2016年2月5日   | シークレット・ウォーター | 少年ミリオン                                     | 「シークレット・ウォーター」                     | 『project758』関連曲                                                      |
| 2016年2月5日   | シークレット・ウォーター | 宮小路平子（大西沙織）                           | 「銀月の騎士 -シルバー・ムーン・ナイト-」        | 『project758』関連曲                                                      |
| 2016年11月21日 | フィロソフィは午後の7時  | 少年ミリオン                                     | 「フィロソフィは午後の7時」                      | 『project758』関連曲                                                      |
| 2016年11月21日 | フィロソフィは午後の7時  | 宮小路平子（大西沙織）                           | 「銀弾の狂詩曲 -シルバー・ブレット・ラプソディ」 | 『project758』関連曲                                                      |
| 2017年7月20日  | Radio time predator      | 佐倉綾音、大西沙織                               | 「Radio time predator」                          | ラジオ番組『セブン-イレブン presents 佐倉としたい大西』オープニングテーマ |
| 2017年7月20日  | Radio time predator      | 佐倉綾音、大西沙織                               | 「デイ・ドリーム・ビリーバー」                   |                                                                           |
| 2017年8月9日   | 未来Symphony             | 水瀬いのり、渕上舞、大西沙織、豊田萌絵、田澤茉純 | 「未来Symphony」                                 | ゲーム『ららマジ』オープニングテーマ                                      |
| 2018年7月1日   | 言葉は時に無力で         | 少年ミリオン                                     | 「言葉は時に無力で」                             | 『project758』関連曲                                                      |